# Írország vasúti közlekedése
Az Ír-szigeten, kettéosztottságából adódóan, két vasúttársaság működik. Az Ír Köztársaságban a Iarnród Éireann, Észak-Írországban a Northern Ireland Railways (NIR). Az Észak-Írország vasúti közlekedése külön szócikk.
Az Ír Köztársaság jelentős vasúti vonalai szinte kivétel nélkül az ország fővárosából, Dublinból ágaznak szét.
A jelenlegi vasúthálózat mellékelt térképén láthatóak a teljesen üzemképes (piros színnel) vonalak, a csak teherforgalmat bonyolítók (feketével) és forgalom elől elzárt, de potenciálisan könnyen visszaállítható vonalak (fekete szaggatott vonal). A térképen jelzett repülőterek egyikének sincs közvetlen vasúti kapcsolata. A kisforgalmú George Best Belfast City repülőtér repülőtér közeli Sydenham vasúti megálló sem dedikált reptéri megálló, bár alig pár száz méterre található a reptér főépületétől. A City of Derry repülőtérhez olyan közel halad el a vasút, hogy le- és felszálláskor a vonatközlekedésnek szünetelni kell, de nincs kapcsolat. A térképen jelölt kikötők közül csak Dublin, Larne, Belview és Rosslare/Europort kikötőinek van közvetlen vasúti kapcsolata.
Dublinban és környékén vasút-villamos üzemel két vonallal.
Az Ír-szigeten a fővonalak elfogadott nyomtávolság 1600 mm (5 láb 3 hüvelyk), amit szokás "ír nyomtáv"-nak is nevezni.

## Az írnyomtáv
Az első három vasút mind eltérő nyomtávú volt: a Dublin and Kingstown Railway 1435 mm (4 láb 8½nbsp;hüvelyk); az Ulster Railway 1880 mm (6 láb 2 hüvelyk) és a Dublin and Drogheda Railway 1575 mm (5 láb 2 hüvelyk). Az Ulster Railway kapcsán érkező panaszok nyomán a Kereskedelmi Tanács  1843-ban 1600 mm (5 láb 3 hüvelyk) használatát javasolta és nem mellékesen az Ulster Railway-nek az új nyomtávra való áttérés költségeinek kompenzációját ígérte.
Így lett az Ír-szigeten a fővonalak elfogadott nyomtávolság 1600 mm (5 láb 3 hüvelyk), amit szokás "ír nyomtáv"-nak is nevezni. Ez a szokatlan nyomtáv egyébként csak Ausztrália Victoria államaiban, Új-Dél-Wales déli részén (a viktoriánus vasúthálózat részeként) és Dél-Ausztráliában (ahol F. W. Sheilds ír vasútmérnök vezette be), valamint Brazíliában található meg.

## Története
Noha Limerick és Waterford között már 1826-ban engedélyezték a vasutat, az első vasút csak 1834-ben épült meg. A Dublin and Kingstown Railway (D&KR) első vonala a dublini Westland Row és Kingstown (Dún Laoghaire) között jött létre, a hossza tíz kilométer volt. A helyi ellenállás miatt az első végállomás, Kingstown Harbour a West Pier (Nyugati móló) mellett volt. További három évbe telt, mire a vonal elérte a jelenlegi állomás helyét. A D&KR a világ első dedikált ingázó vasútja volt, 1834. október 9-én a Hibernia mozdony a vonal teljes hosszán végighaladt kocsijaival. A forgalom növekedését a kingstowni kikötő folyamatos bővülése biztosította. A vasút 1435 mm (4 láb 8½ hüvelyk) szabvány nyomtávra épült. Az építtető vállalkozó William Dargan volt, akit "az ír vasutak megalapítójának" neveznek, mivel számos fő útvonal létrehozásában vett részt.

Az ír vasúthálózat 1906-ban.

Ezt követően számos vállalkozás tervezett, kivitelezett, épített vasutat, indított szolgáltatást. Több, mint harminc vállalkozás üzemeltetett vasutat a huszadik század elején. A kiemelkedést, túlélést az egyesülés jelentette. A vasút üzemeltetést befolyásolta a A húsvéti felkelés, az az ír függetlenségi háború és az IRA megalapítása, majd 1921-ben az Ír Szabadállam  létrejötte és az azt követő Polgárháború. Az új határ szétszakította a vasúti hálózatot is.
1925-ben az Ír Szabadállam vasúttársaságait egyesítették, és létrehozták a Great Southern Railways-t. Ez első években a vasút is az Angol–ír szerződést ellenző IRA célpontja volt, számos sínrongálás, robbantás célpontja. A Great Southern Railways társaság 1945. január 1-jén összeolvadt a Dublin United Transport Company-val, és megalakult a Córas Iompair Éireann, a mai vasúttársaság elődje
A vasút és vasúti-szolgáltatás folyamatos leépülése az ezredfordulóig tartott. Észak-Írország és Írország között egyetlen vasútvonal maradt meg, a Belfastot Dublinnal összekötő. A többi határon áthaladó vonal megszűnt, ami a határ menti térségek forgalmát is lecsökkentette annyira, hogy a járatok üzemeltetése veszteséges legyen, emiatt azokat is bezárják. Észak-Írország belső részein teljesen megszűnt a vonatközlekedés, az ezredfordulóra a legtöbb helyen a síneket is felszedték, a volt vasúti pálya helyét csak néhány híd és alagút jelzi.
A vasút szemszögéből nézve a sziget megosztásának legfurább vesztese  a Donegal vasút. Az 1906-ban alapított vállalkozás hálózata 914 mm (3 láb) nyomtávjával is eltért a szigeten szabványos ír nyomtávtól, a megosztás során elveszítette kapcsolatát Londonderry-vel, Strabagh-gal és Omagh-gal, önálló rendszerként viszont fenntarthatatlan volt, ezért 1960-ban megszűnt.
Az ezredfordulón erősödésnek induló ír gazdaság felismerte a vasút fontosságát és szisztematikus fejlesztésbe, felújításba fogott. Írország 2003-ban 67 InterCity kocsit, 2004-ben 150 dízel meghajtású motorvonatot rendelt meg lecserélendő az elhasznált, korszerűtlen kocsikat, a csere 2009. szeptemberére fejeződött be. Cork környékén elindult az elővásori vasút Mallow felé, és a használaton kívüli Youghal vonal több Cork közeli állomást ért el újra elővárosi járat. Észak-Írország is új kocsikat rendelt és újra nyitották a Bleach Green-Antrim vonalat.

### Az ír vasúti liberalizáció
Írország volt az utolsó uniós állam, amely alkalmazta az Európai Unió 91/440 irányelvét, amely szerint el kell választani egymástól vonatüzemeltetést és az infrastrukturális üzletágat. 2013. márciusában bontották két részre a Iarnród Éireann-t, nylt meg a lehetősége független szolgáltatók piacra lépésének. Ugyanakkor az ír közlekedési miniszter jelezte, a magánszolgáltatók nem számíthatnak pénzügyi támogatásra.
Tekintettel az európai hálózaton egyedülálló nyomtávra, a sziget jellegből adódó bezártságra és a viszonylag rövid potenciális teherszállítási távolságokra, az ír hálózaton nehezen képzelhető el a verseny kialakulása.

## Észak-Írország és az Ír Köztársaság között
Belfast–Dublin

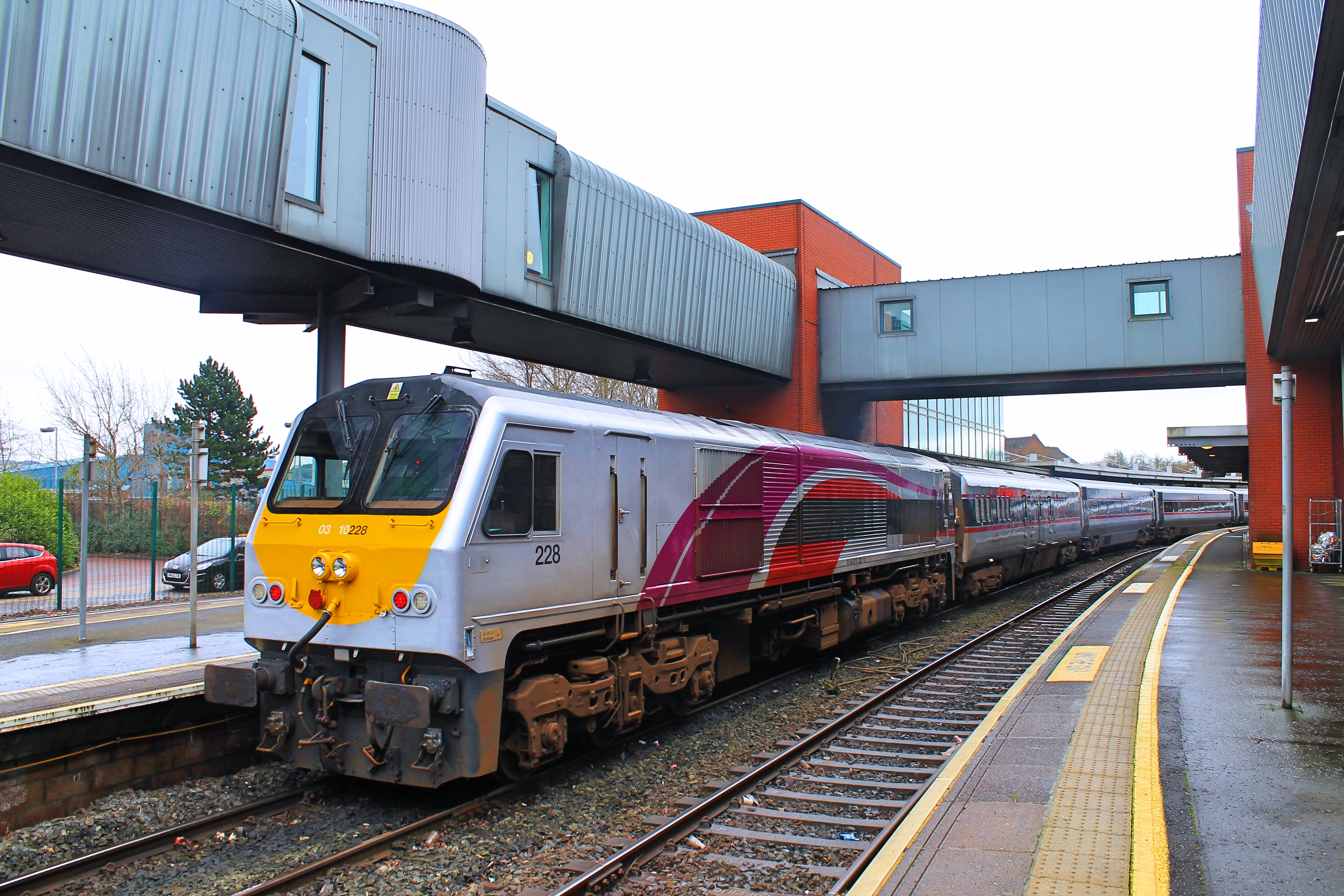
Az Enterprise (Dublin–Belfast Intercity) 228. számú 201 Class mozdonya Belfastban.

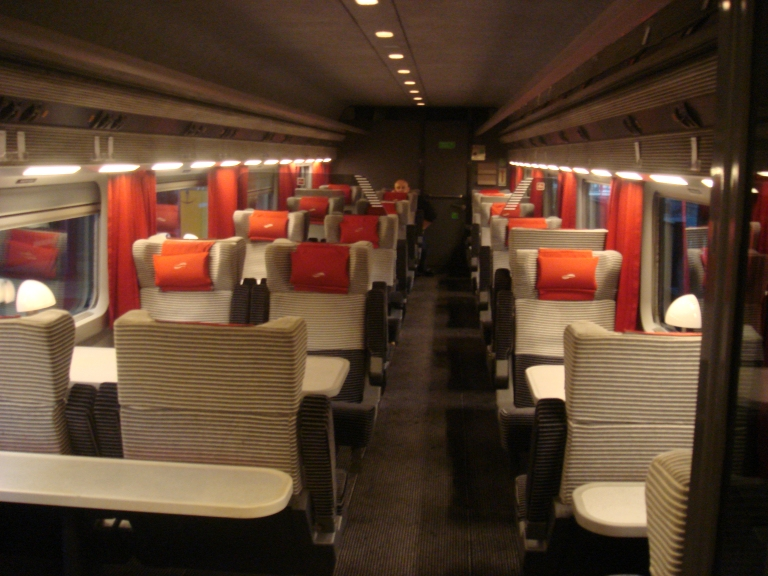
Az első osztályú kocsi belseje.

Az Egyesült Királyság parlamentjének 1836-os törvénye engedélyével az Ulster Railway 1837 márciusában kezdte meg a Belfast Great Victoria Street és Lisburn közötti vonal első 13 kilométeres szakaszának építését, amelyet 1839 augusztusában fejezték be 107 000 font költséggel. Annak érdekében, hogy Dublin és Belfast nyomtávolság nélkül kapcsolódjon össze, az Egyesült Királyság parlamentje 1846-ban törvényt fogadott el, amely 1600 mm (5 láb 3 hüvelyk) kompromisszumos nyomtávot fogadott el Írország számára, az Ulster Railway felszedte és újra fektette a vágányokat. A vonalat fokozatosan bővítették, 1842-ben érték el Portadownt.
A Dublin and Drogheda Railway (D&D) volt a harmadik személyvonatokat üzemeltető vasúttársaság Írországban. A D&D 1836. augusztus 13-án megkapta a királyi hozzájárulást a Dublin és Drogheda közötti 51,1 km hosszú vasútvonal megépítéséhez. A vonal megnyitása 1844. május 24-én történt.
Végül a két városból kiágazó vonalakat, a Portadown és Drogheda közti szakaszt, a Dublin és Belfast Junction Railway építette meg, 1853-ra készült el. Az így összekapcsolódó vasút vonalak adták ki a Dublin-Belfast útvonalat. A vonal akkor vált üzemképessé, amikor 1855. április 5-én az első vonat áthaladt a Boyne-viadukton.
A Belfast–Dublin vonal a fő– és legforgalmasabb vasúti útvonal az Ír-szigeten. Ez az egyetlen vasútvonal, amely keresztezi az Ír Köztársaság és az Egyesült Királyság határát, a Iarnród Éireann (IE) és a NI Railways (NIR) közösen üzemelteti. A vonal végállomásai: Dublin, Connolly és Belfast, Lanyon Place. Hétköznap nyolc, szombaton hét, vasárnap öt vonatpár közlekedik a két város között, a menetidő 135-140 perc, a megtett út 198 km. Hétköznap még egy járat van Dublin felől, de az csak Newry-ig, az első északír megállóig közlekedik. A menetrendekben Enterprise megnevezést használnak erre a viszonylatra. Az InterCity-nek is nevezett járatok Dublin után csak Drogheda, Dundalk állomásokon állnak meg Írországban és Newry és Portadown állomásokon Észak-Írországban.
Az Ír kormány készített tervet a vonal korszerűsítésére, amelyen akár 500 km/h sebességgel haladnának a szerelvények.

## Ír Köztársaság
Az Ír Köztársaság vasút társasága az Irish Rail (Ianród Éireann). A 2 400 km vasútvonalon több mint 5 100 vasúti híd (vasút feletti és vasút által használt), 1240 szintbeli kereszteződés, 147 üzemben levő állomás 372 vágánnyal, tizenkét alagút és 4 900nál több töltés és bevágás található.
Az Irish Rail működési bevételei 2020-ban 143,6 millió euró (előző évhez képest: -50%), adózás előtti nyereség 2,47 millió euró (-40%), az állami finanszírozás 378 millió euró (+64%), a bevétel 143,67 millió euró (-52%), utasok szám 17,9 millió (64%), vasúti bevételei 103,6 millió euró (-58%), az alkalmazottak száma 4135 (3%).

### Statisztikai adatok
| 2009                               | 2010   | 2011     | 2012   | 2013   | 2014   | 2015   | 2016   | 2017   | 2018   | 2019   | 2020   |
| ---------------------------------- | ------ | -------- | ------ | ------ | ------ | ------ | ------ | ------ | ------ | ------ | ------ |
| Vasútpálya hossza (km)             | 1 927  | 1 931,19 | 1 931  | 1 931  | 1 931  | 1 931  | 1 931  | 1 931  | 2 045  | 2 045  |        |
| Utazások száma (ezer)              | 38 226 | 37 375   | 36 918 | 37 130 | 38 517 | 39 660 | 42 820 | 45 505 | 47 960 | 50 060 | 17 934 |
| Utazások össztávolsága (millió km) | 1 678  | 1 638    | 1 578  | 1 569  | 1 728  | 1 918  | 1 991  | 2 122  | 2 281  | 2 399  | 835    |

| Vasút vonal típusa     | Egyik végpont          | Másik végpont                                           |
| ---------------------- | ---------------------- | ------------------------------------------------------- |
| Több vágányos szakasz  | Dublin Heuston állomás | Hazelhatch/Celbridge                                    |
| Kétvágányos szakaszok  | Mallahide/Howth        | Bray                                                    |
| Kétvágányos szakaszok  | Észak-Írország         | Malahide                                                |
| Kétvágányos szakaszok  | Dublin                 | Maynooth                                                |
| Kétvágányos szakaszok  | Dublin                 | Parkway                                                 |
| Kétvágányos szakaszok  | Hazelhatch/Celbridge   | Cobh                                                    |
| Kétvágányos szakaszok  | Limerick               | a Limerick Junction és Castleconnel vonalak elágazásáig |
| Egy vágányos szakaszok | Bray                   | Greystones                                              |
| Egy vágányos szakaszok | Maynooth               | Sligo                                                   |
| Egy vágányos szakaszok | Portarlington          | Westport/Ballina                                        |
| Egy vágányos szakaszok | Athlone                | Galway                                                  |
| Egy vágányos szakaszok | Athenry                | Limerick                                                |
| Egy vágányos szakaszok | Ballybrophy            | Limerick Junction                                       |
| Egy vágányos szakaszok | Limerick Junction      | Waterford                                               |
| Egy vágányos szakaszok | Mallow                 | Tralee                                                  |
| Egy vágányos szakaszok | Glounthaune            | Midleton                                                |
| Egy vágányos szakaszok | Kildare                | Waterford                                               |
| Egy vágányos szakaszok | Greystones             | Rosslare Europort                                       |
| Csak teherforgalom     | Tara Mines             | Drogheda                                                |
| Csak teherforgalom     | Waterford              | Belview Port                                            |

| Egyik végpont | Másik végpont   |
| ------------- | --------------- |
| Athenry       | Claremorris     |
| Claremorris   | Collooney       |
| Midleton      | Youghal         |
| Navan         | Kingscourt      |
| Mullingar     | Athlone         |
| Waterford     | Rosslare Strand |
| Limerick      | Foynes          |
| Tralee        | Fenit           |
| Waterford     | New Ross        |

### Dublin–Dundalk
A Dublin–Dundalk vonal megegyezik a Dublin-Belfast vonallal. A csak Drogheda vagy Dundalk állomásig járó szerelvények a Dublin elővárosi közlekedés része.

### Dublin elővárosi közlekedés

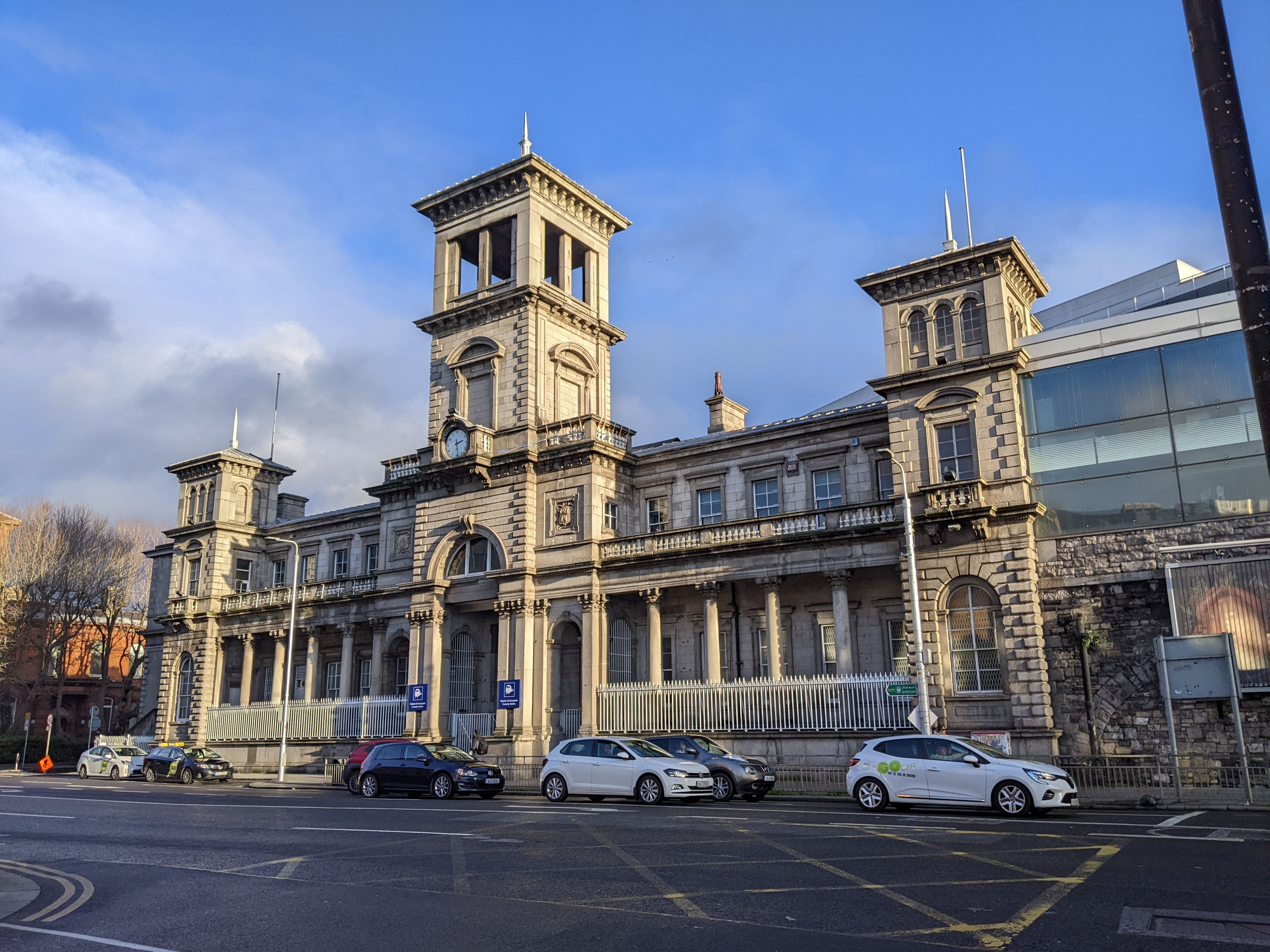
Dublin Connolly pályaudvar. (2021. december 26.)

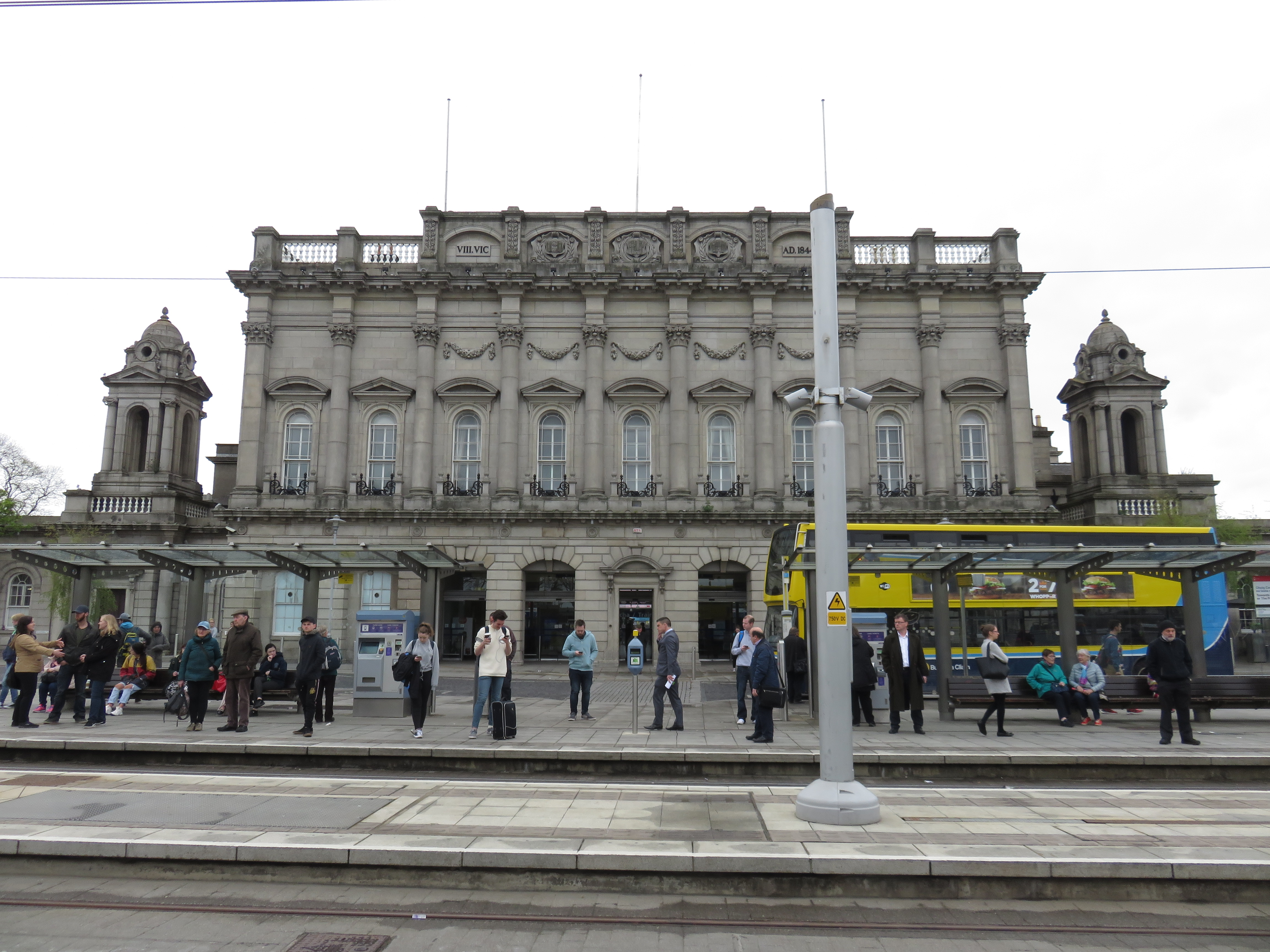
Heuston pályaudvar, Dublin. (2018. május 3.)

Dublint elővárosi közlekedését részben a Dublinból Belfast (Dundalk), Sligo, Cork és Rosslare Europort felé haladó vasút vonalakon haladó szerelvények jelentik, a pálya egy szakasza – Malahide/Howth és Greystones között – villamosított, az ezt kihasználó szerelvények a DART (Dublin Area Rapid Transit = Dublin környéki gyorsvasút) hálózat részei. Az elővárosi közlekedés harmadik szereplője a Luas vasút-villamos, amely Dublin városában a helyi tömegközlekedés része. A dublini Conolly állomás (fővonalak Belfast, Sligo és Rosslare Europot felé) és a Heuston fejállomás (fővonalak Westport/Ballina, Galway, Limerick, Tralee, Cork és Waterford) között a Luas biztosít átszállást (mint villamos). Heuston és Conally között természetesen van vasúti összeköttetés is, de – az ír vasútra jellemzően – a Heustonba befutó két vágányos vonal Heuston előtt válik el a fejállomásra befutóktól és tart Conolly felé.

#### Luas, a dublini vasút-villamos

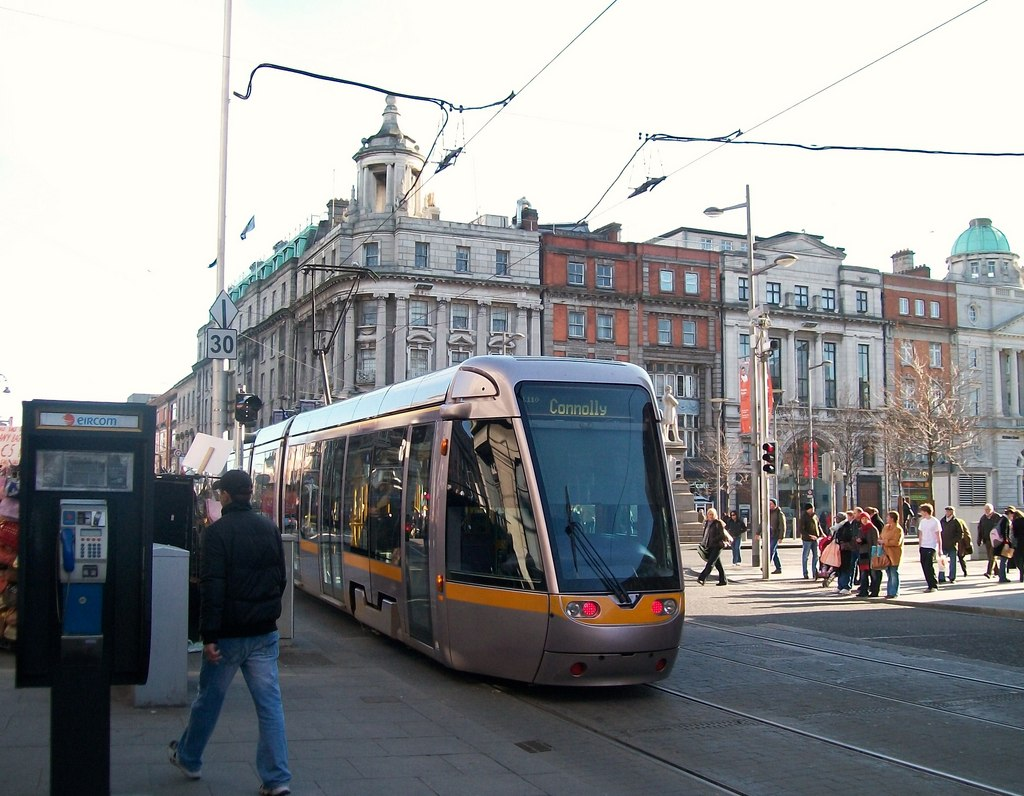
Egy Luas vasút-villamos az Abbey Street és az O'Connell Street találkozásánál. (2010. február 20.)

A Luas (jelentése ír nyelven sebesség) vasút-villamos Dublinban. Két vonalból áll: a 2004. június 30-án átadott Green Line-ból (Zöld Vonal) és a 2004. szeptember 26-án átadott Red Line-ból (Vörös Vonal). Átadás óta a vonalakat meghosszabbították, a Vörös Vonal végei két-két felé ágaznak el. A két vonal 2017 óta keresztezi egymást Dublin belvárosában. A rendszer 42,5 kilométeres pálya hosszúságú 67 állomással. A dublini vasút-villamos üzemeltetője a Transdev.

### Dublin–Sligo
A Dublin–Sligo vonal Mullingar és Longford városokat érintve köti össze Írország két partját. Dublin közelében az elővárosi közlekedést segítendő három állomásos mellékvonala is van, a többi mellékvonalat az idők folyamán felszámolták.

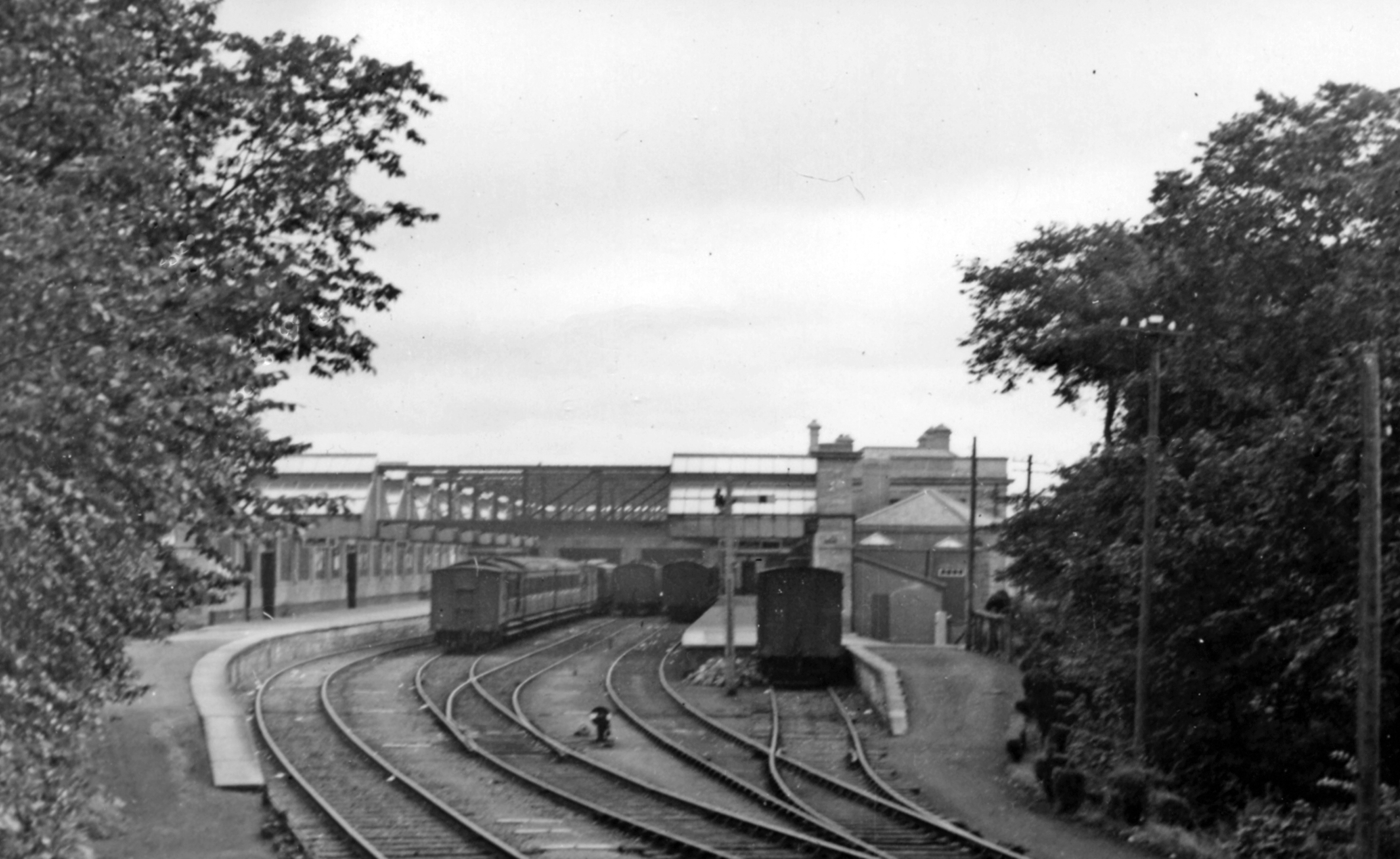
A Midland Great Western Railways építette fővonal végállomása Sligo-ban. (1948. augusztus 29.)

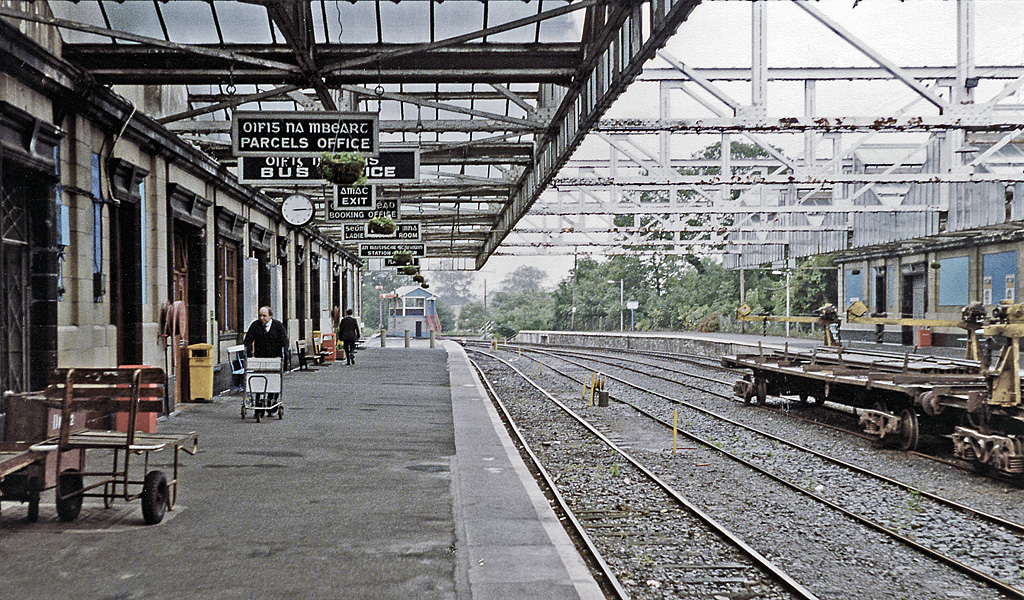
Sligóba Enniskillenből (1957) és Limerickből (1963) is érkeztek személyszállító vonatok, ezek megszüntetése óta csak Dublin felül fogad vonatokat az állomás. A 2010-es években a Nyugati vasúti folyosó helyreállítását kezdeményezték, ez a Sligo–Limerick vasút újraindítását is elhozhatja.

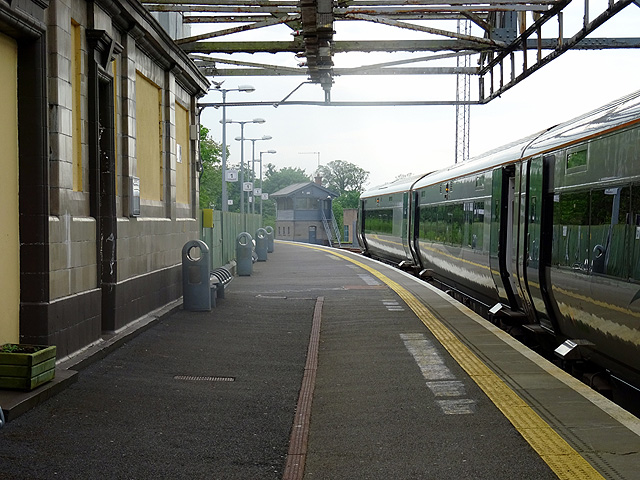
A dublini Intercity Sligo állomásán 2016. május 11-én.

1966-ban a Sligo pályaudvar Seán Mac Diarmada ír hazafi nevét viseli. 1923. január 10-én az Ír-sziget felosztását ellenző szervezet felrobbantotta az épületet, amit természetesen újjáépítettek.
2022-ben hétköznap nyolc pár vonat közlekedik a két végállomás között. A menetidő átlagosan: 195 perc, távolság 213 km. A Dublin–Sligo Intercity 12 állomáson áll meg Sligo elérése előtt.

#### Története, mellékvonalai
A vonal kiépítése több szakaszban történt Dublin felől, a vonalon található néhány állomás megnyitási időpontja jól mutatja az építkezés ütemét: Clonsilla 1848. szeptember 1., Maynooth 1848. június 1., Enfield 1847. június 28., Mullingar 1848. október 2. Mullingar az Athlone és Galway felé tartó vonal fontos állomása volt, Sligo felé nem is folytatták az építkezést egy ideig. Később elkészült a vonal Longford 1855. november 8., Dromod 1862. december 3. és Collooney 1862. december 3. állomásig is. A Dublin–Sligo vonal építését 1862. december 3-án fejezték be.
Sligo elérésére észak-észak-keletről is törekedtek. A Londonderry-Enniskillen vasút építés 1859-es befejezését követően számos javaslat született a vonal Sligóval való összekapcsolására. Az egyik javaslat Enniskillen felől építette volna tovább a síneket nyugatra, Manorhamiltonon keresztül, közvetlenül Sligóba. A másik javaslat a part menti Bundoran várostól javasolta délre haladva elérni Sligot. A törvényhozás ez utóbbi megoldást támogatta, de a jogot elnyerő Enniskillen and Bundoran Railway nem tudta megvalósítani elképzelését. Ellenben a nem támogatott Sligo, Leitrim and Northern Counties Railway (SL&NCR) megkezdte az Enniskillenből induló vágány fektetését. 1878-ban a parlament elfogadott törvénye lehetővé tette, hogy a nyertes cég elálljon a megvalósítástól és helyébe a másik vállalkozás lépjen. Az SL&NCR a döntés után lecserélte pecsétjét, logóját: az újon két gőzmozdony ütközik, az egyik kisiklott, a másik pedig a pályán maradt. A pályán maradt SL&NCR haladt, a sínpár 1879-ben elérte Belcoo-ig (jelenlegi határváros Észak-Írország és az Ír Köztársaság között), 1880-ban Manorhamiltonig, 1881-ben Collooney-ig.
Collooneynak egykor három vasútállomása volt, köszönhetően a versengő vasúti társaságoknak. A jelenlegi állomást a Midland Great Western Railway nyitotta meg 1862. december 3-án, a Longford és Sligo közötti vonal meghosszabbítása során. 1881. szeptember 1-jén a Sligo, Leitrim és Northern County Railway nyitotta meg állomását az előbbitől keletre. Végül 1895. október 1-én a Great Southern and Western Railway is megnyitotta állomását az első állomástól nyugatra, a Claremorristól Sligóig tartó vonalának meghosszabbítása részeként. A hely fontosságát az adta, hogy központi helyen volt az exportra tartott szarvasmarha kereskedelem szempontjából. Ez utóbbi pont volt az, ahol az SL&NCR sínjei csatlakoztak a Midland Great Western Railway vonalához, a Carrignagat Junctionig alig két kilométerre volt Collooney-től.
A Dublin–Sligo vonalhoz később számos mellékvonalat építettek, legtöbb esetben elsődlegesen áruszállítási céllal, az ilyen elágazásokat a "Junction" jelzi az állomás nevében: Kilfree Junction, Inny Junction, Liffey Junction. Az Enniskillen-i vonalat 1957-ben zárták be.

### Dublin–Westport/Ballina
A Westport/Ballina vonal a Dublin–Cork fővonalból Portarlingtonnál ágazik ki, majd Atlone-nél válik el a Galwaybe tartó vonaltól. Manulla Junctionnál – amely egy település nélküli megálló, amely az utasok átszállását biztosítja – válik ketté Westport, illetve Ballina felé.

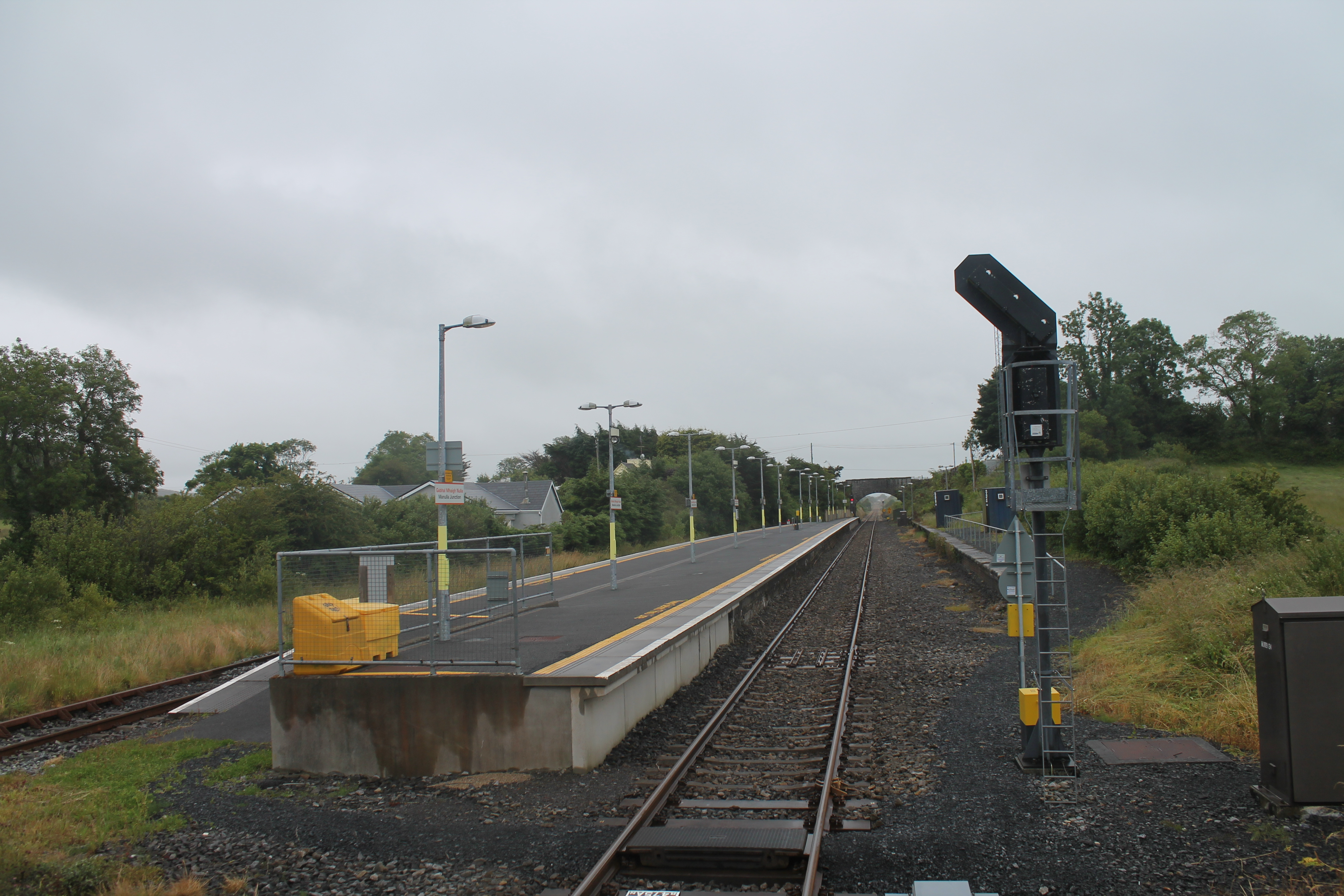
Manulla Junction, 2015. július 18.

A westporti vonal építését a Midland and Great Western Railway 1862-ben kezdte meg Athlone városából. Westport város kikötője ekkor nagy és fontos áruszállítási pont volt. A vonal 1860. február 13-án érte el Roscommont, ugyanazon év november 15-én Castlerea-t, majd 1862. május 19-én érte el Claremorrist. Claremorris egykor fontos vasúti csomópont volt. A napjainkban Western Rail Corridornak nevezett vonal északról, Charlestown felől érkezett és keresztezve a Westportba tartó vonalat Tuam felé haladt tovább, az építtető a Waterford, Limerick és Western Railway társaság volt. A kornak megfelelően minden vonal saját állomásépülettel rendelkezett. Egy ötödik vonal is épült a városból Ballinrobe felé.
Westport

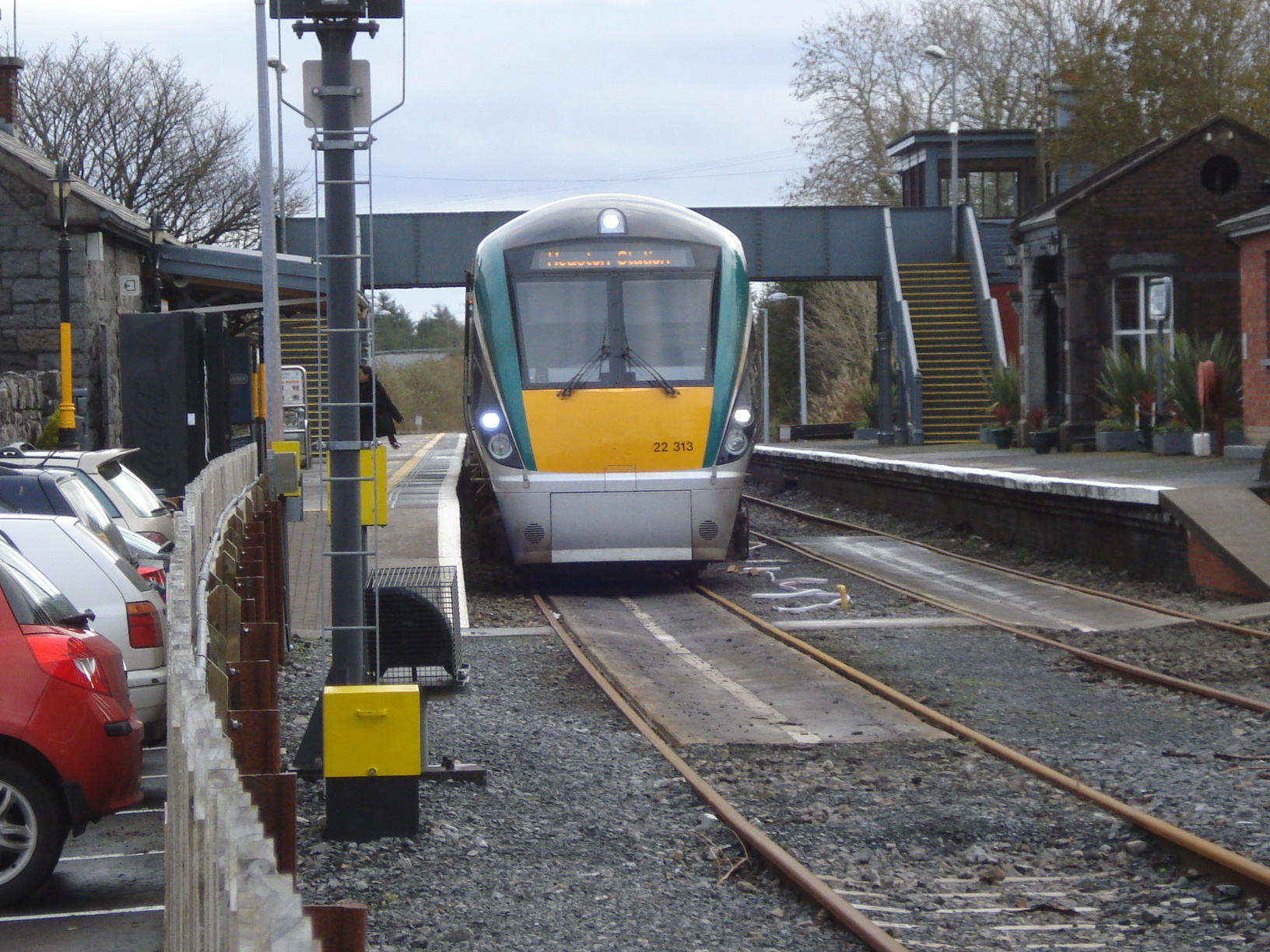
A Westport vasútállomás 2008. november 26-án.

Az állomást Westport Town néven nyitotta meg 1866. január 28-án a Midland Great Western Railway. A vonalat tovább is építették, 1894 februárjában Newportig ért el a vasút, 1895 májusában nyitották meg az Achill felé vezető mellékvonalat teljes hosszában, de már 1937. október 1-jén bezárták. A városon belül is meghosszabbították a vasutat a kikötőig, a Westport Quay állomásig 1875-ben, de 1912-ben bezárták a rendszeres személyforgalom, 1941-ben a rendszeres teherforgalom elől. 1977-ig alkalmi tehervonatok használták, majd 1978-ban végleg bezárták. A síneket felszedték, az állomás épülete helyén ma lakóház álla rakparti állomást pedig egy új lakóépület alatt eltüntették. Az egykori kikötői vasútvonal helyén ma kerékpárút vezet.
2022-ben hétköznap három pár Intercity közlekedik a Westport vonalon.  A Westport–Dublin táv menetideje átlagosan 192 perc, a táv 263 km, a köztes állomások száma 13.
Ballina

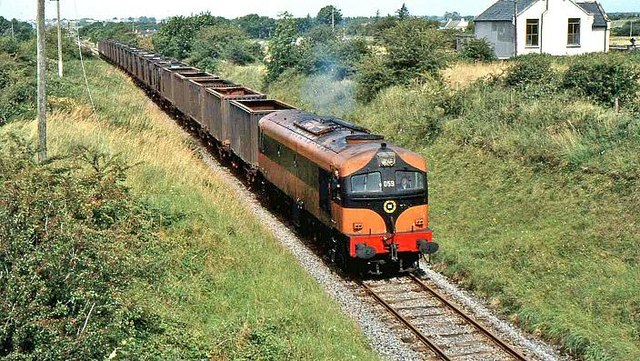
A vonat egy bevágásban halad egy híd felé, Ballinától délre. (1985. augusztus 10.)

Ballina állomás 1873. május 19-én nyílt meg, ekkor ért el oda a vasút. Tovább is építette a Midland Great Western Railway a vasutat és 1893. január 2-án nyitotta meg a Killala városáig elérő vonalat. Az utas– és teherszállítás soha sem volt nyereséges, ezért 1931. október 1-jén a személyszállítás, 1934. július 1-jén az áruforgalom szűnt meg. A vágány felszedése után ismét Ballina lett a vonal végállomása.
Ballinán két állomás is található egymástó pár száz méterre. A személyforgalmat bonyolító után található a Ballina Freight yard (teherudvar, teherpályaudvar), ami egyben a vonal fizikai vége is. Ez a teherpályaudvar az Ír Vasút egyik legfontosabb áruszállítási csomópontja. A legfontosabb megrendelők közt van a Coillte fa-áru-szállítással, a Coca-Cola, szabvány konténerben történő koncentrátum szállítással (Ballina városának másik felén, az teherállomástól három és fél kilométerre van a Coca-Cola üzeme). Ez utóbbi, számítások szerint, éves szinten négyezer kamionnal kevesebbet jelent az ír utakon.
Ballinába csak átszállással lehet eljutni, Ballina és Manulla Junction közti ingajárat biztosít kapcsolatot a westfordi Intercitykhez.

### Dublin–Galway

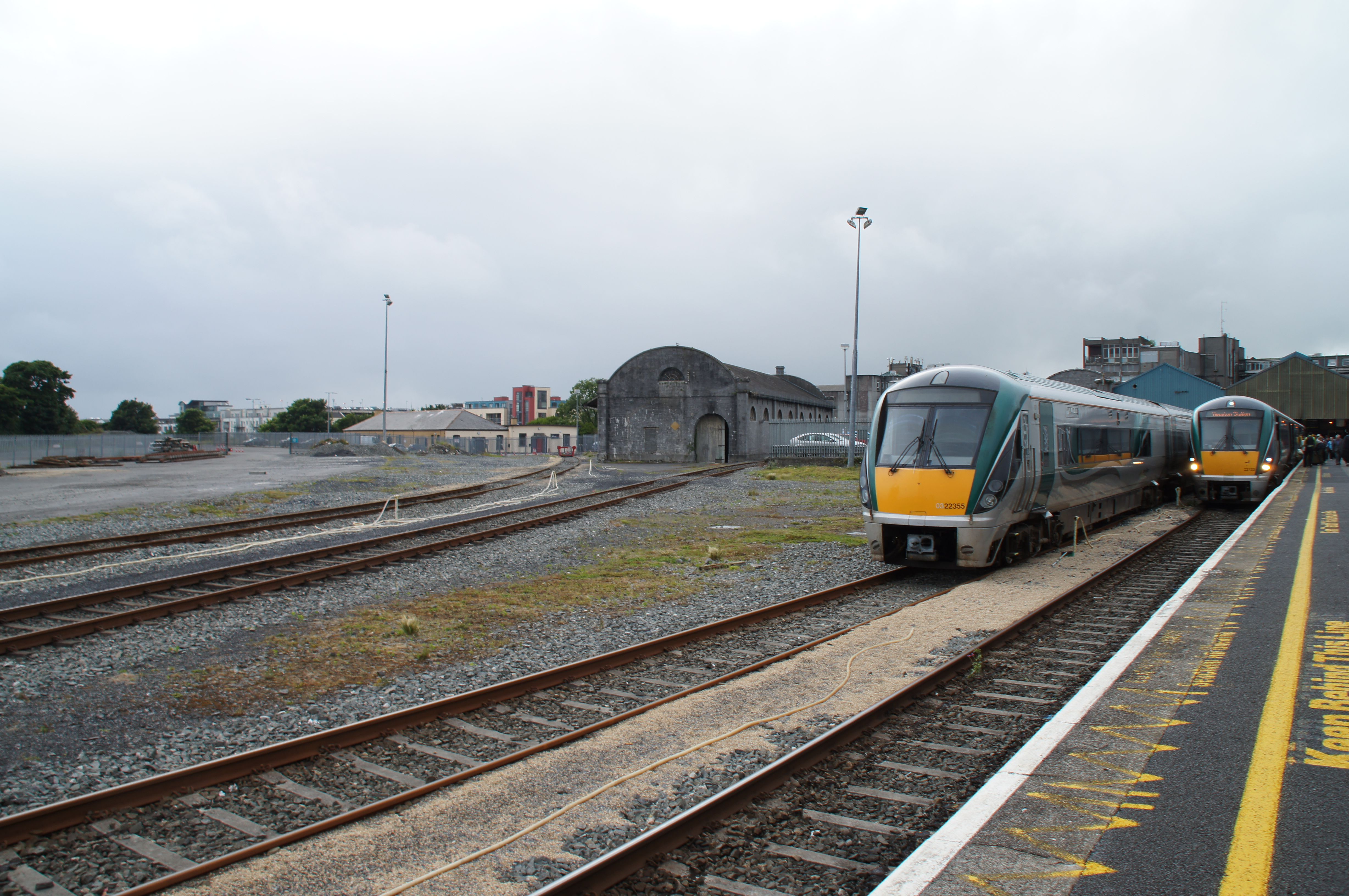
Az Iárnrod Éirann ír vasúttársaság DMU 22055-ös és 22033-as öt kocsis szerelvénye a galwayi pályaudvaron.

Két cég, a Midland Great Western Railway és a Great Southern and Western Railway vetélkedett, melyik kínál előbb vasúti szolgáltatást Galwaynek. A Midland Portalington felől kezdte az építkezést, ez ma is a Galway felé való leágazás pontja a Dublin–Cork fővonalról. A másik társaság északabbról, Mullingar felől indult Galway felé, Mullingar a Dublin–Sligo vonal egyik állomása. A versenyben az első feladat Athlone elérése volt, ahol Írország leghosszabb folyója, a Shannon felett kellett hidat emelni a vasút számára. A versenyt a Midland "nyerte" meg, és 1851 augusztusában érte el Galway-t. A "vesztes" csak 1859-ben ért el vasútjával Athlone-ig, így köteles volt innen Galwayig a konkurens építette pályáját használni, az utasok jegyárának 65%-át és az árubevételek 55%-át fizetve a használatért. A két vasúttársaságnak külön-külön pályaudvara épült, a Great Southern and Western Railway építette ma az üzemelő épület, a Midland Great Western Railway állomásépülete elveszítve eredeti funkcióját az Ír vasút irodaépülete. Galway állomása 1851. augusztus 1-jén nyitotta meg a Midland megteremtve a direkt vasúti összeköttetést Dublinnal.
1869-ben a kettővel Galway előtti állomás, Athenry város vasúti csomóponttá vált, mert délről becsatlakozott az Ennis–Limerick vonal. 1894-ben a csomópont északra, Claremorrison át Sligo felé tartó vonallal bővült. A limericki vonal ma is aktív, az északi vonal használaton kívül van.
A Dublin–Galway vonal 1895-ben elérte Clifdent. A gyéren lakott területen a vasút üzemeltetése nem volt nyereséges, ezért a vonalat 1935-ben bezárták. A vasúti hidak, alagutak, vasúti épületek máig megtalálhatók – más funkciót ellátva. Maam Cross közelében tervezték egy tíz kilométeres nosztalgia szakasz újraindítását, de a 2020-as világjárvány hátráltatja a terveket.
A Dublin–Galway vonalon 2011 februárjában építési engedély kapott az oranmore-i állomás, amelyet és 2013. július 28-án nyitották meg. Oranmore Galway és Athenry között található. Az eredeti Oranmore állomást 1851-ben nyitotta meg a Midland, a vasúthálózat racionalizálásával indokolva 1963-ban zárták be. Az állomásépületét értékesítették, így az újranyitáshoz új épület építése is szükséges volt.
A Galway Ceannt állomás, amelyet az 1916-os húsvéti felkelés egyik kivégzett vezetőjéről, Éamonn Ceannról neveztek el, két viszonylatot szolgál ki: a dublinit és a limerickit.
Hétköznap nyolc pár vonat közlekedik Dublin és Galway között. Az átlagos menetidő 159 perc, nyolc köztes állomáson állnak meg a vonatok a 231 kilométeres távolságot. Galway és Limerick között hétköznap négy pár vonat közlekedik, az átlagos menetidő 121 perc, a távolság 230 km.

### Dublin–Limerick

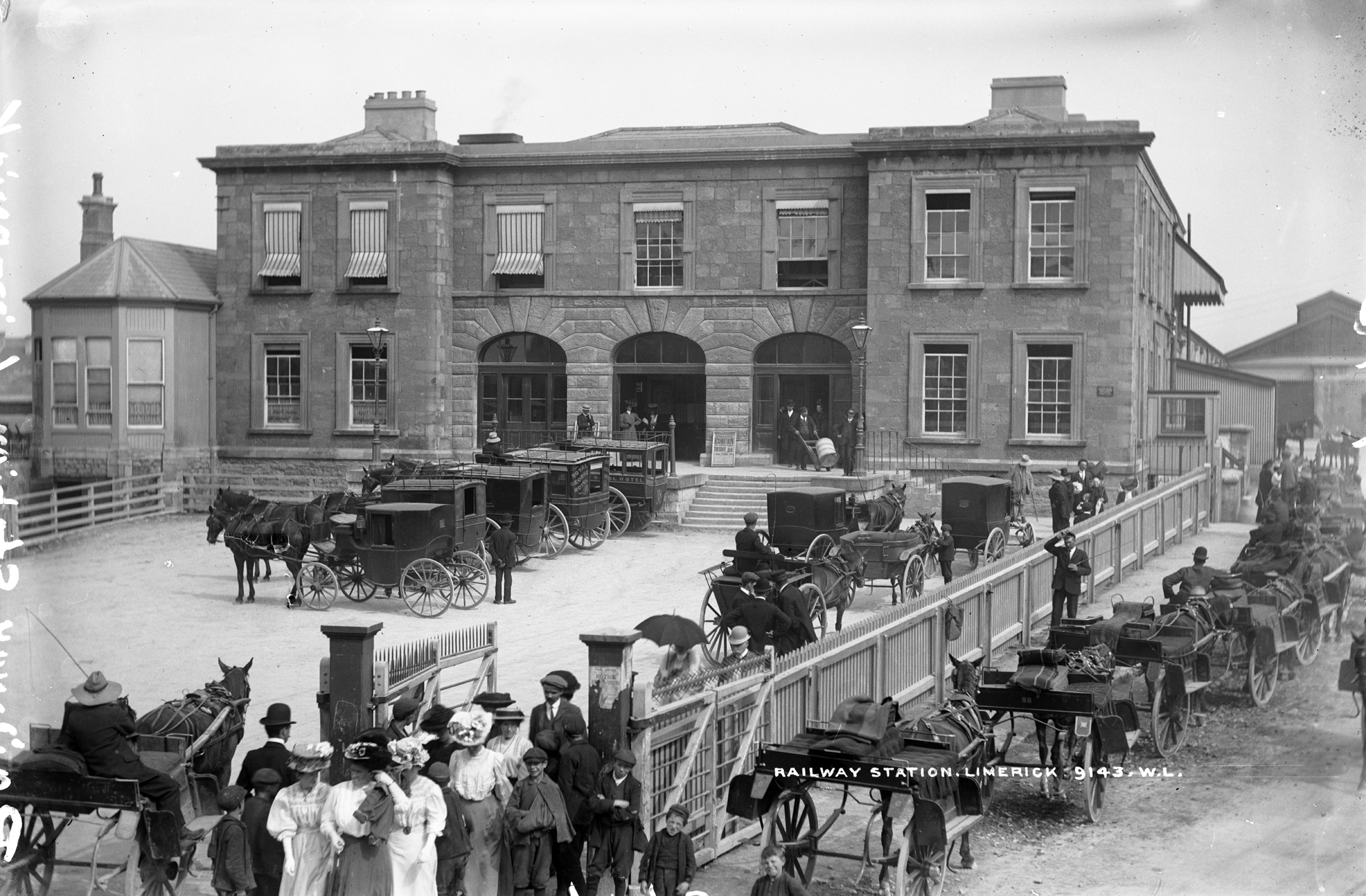
Limerick vasútállomása 1907-ben.

A Dublin–Limerick intercity csak nevében létezik, Limerickbe csak átszállással – Ballybrophy-nál vagy Limerick Junctionnál – lehet eljutni (2022). Limericknél szintén a Dublin–Cork Intercityhez van csatlakozás Limerick felé, az összes Corkba/Dublinba tartó járatról. Ballybrophy városában hétköznap és szombaton irányonként két vonatról tehetjük ezt meg (vasárnap csak egy lehetőség akad), mindkettő a Dublin–Cork között közlekedő Intercity (amelyről Limerick Junction-nál is átszállhatunk).
A Ballybrophy átszállásos út jellemzői: 187 perc, 204 km, egy megálló Dublin és Ballybrophy között, öt pedig Ballybrophy és Limerick között. A Limerick Junction átszállásos út jellemzője: 125 menetidő, 223 km, két megálló Dublin és Limerick Juction között, Limerick Junction és Limerick között a vonat nem áll meg.

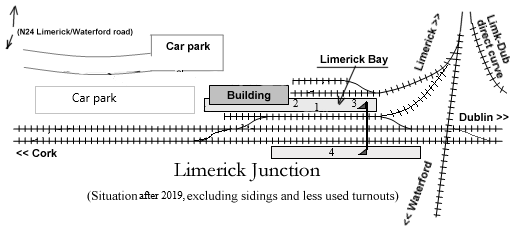
ss

Limerick Junction az utolsó hely a szigeten, ahol aktív vasútvonalak keresztezik egymást. A vasútépítési korai szakaszában eltérő társaság építette a Dublin–Cork és a Waterford–Limerick szakaszt. A két vonal egy mezőn keresztezte egymást, az átszállást biztosítandó jött létre Limerick Junction. Limerick Junction állomás épülete és a peronok a Dublin–Cork vonalon épültek meg, a Waterford–Limericken a mai napig nem. A kereszteződésben a két fővonal között csak Cork–Limerick között épült ki vágány még 1848-ban. Ezért az átszállásra csak úgy volt lehetőség, ha a Waterford felől közlekedő járat a kereszteződés után betolatott az állomásra. 1967-ben megépült a Dublin–Limerick vágány, ám az ott áthaladó szerelvények nem érintenék Limerick Junctiont. A megépülést követően évekig szerepelt a menetrendben közvetlen Dublin–Limerick Intercity járat, amely ezt az új átkötést használta, de ma már nincs olyan menetrendi járat, amely ezen az átkötésen haladna át.

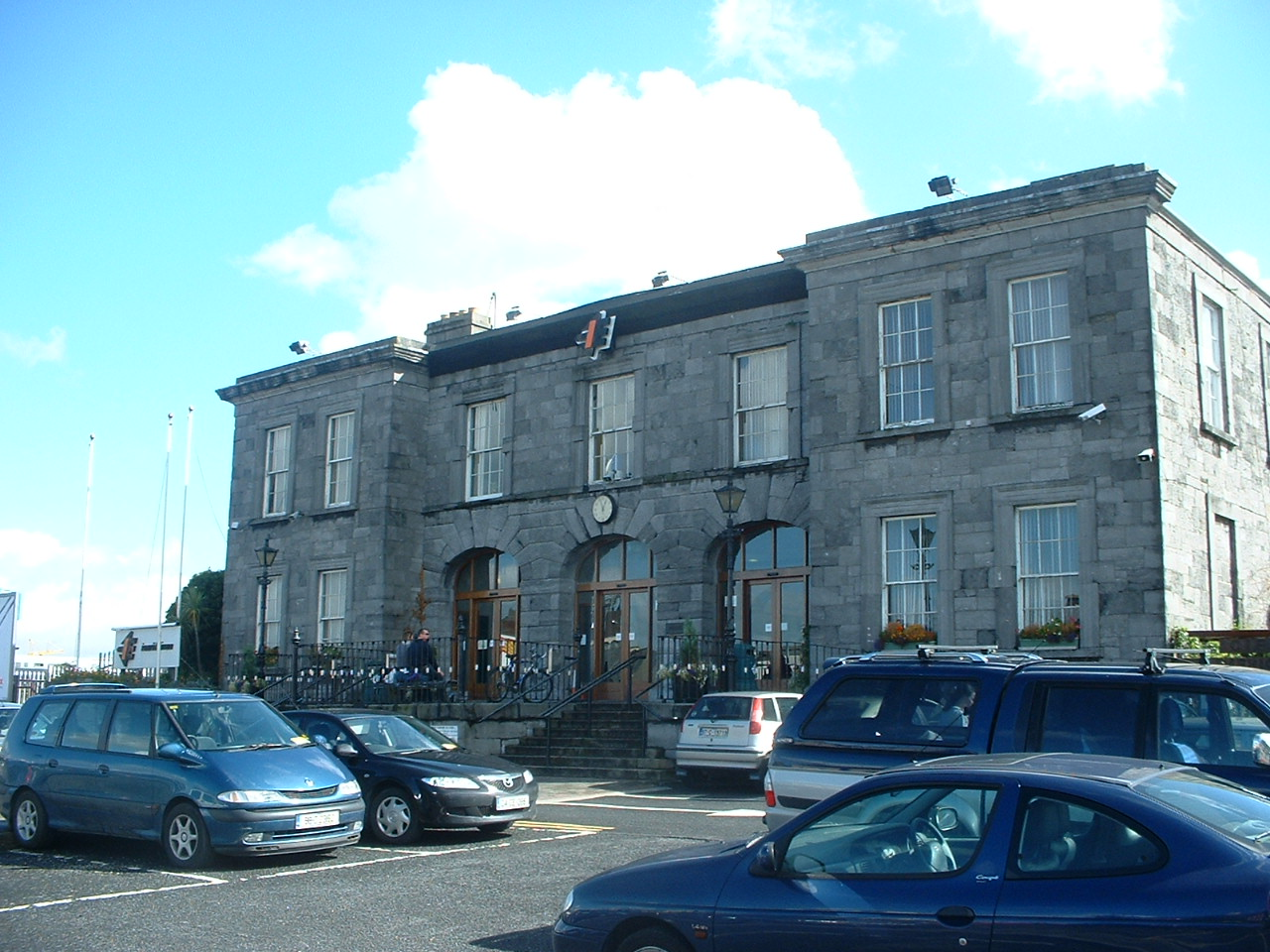
1966. április 10-én az állomás épületének neve Colber Station lett, a húsvéti felkelés (1916) egyik vezetőjéről, Con Colbertről nevezték el.

A Waterford and Limerick Railway létrejötétt az Egyesült Királyság parlamentje 1826. május 31-én hagyta jóvá, ez volt az első törvény, amely vasút építését engedélyezte az Ír-szigeten. Az építkezés azonban csak évtizedekkel később, 1845-ben kezdődött el, a vonal első szakaszát Limericktől Tipperary-ig 1848. május 9-én nyitották meg (ez már keresztezte Dublin–Cork vonalat), a fővonal végül 1854-ben érte el Waterfordot. Később a fővonalat tovább vitték egész Sligo-ig illetve Tralee-ig. Az ekkor már Waterford Limerick & Western Railway névre hallgató társaság 1896-ban olvadt bele Írország negyedik legnagyobb vasúti társaságába, a Great Southern & Western Railway-be.

### Dublin–Tralee
Dublin és Tralee között egyetlen közvetlen vonat pár közlekedik, a többi esetben Mallow-ban kell átszállni a Dublin–Cork Intercity és a Cork–Tralee járat között. Logikailag ezért helyesebb lenne Cork-Tralee vonalról beszélni.

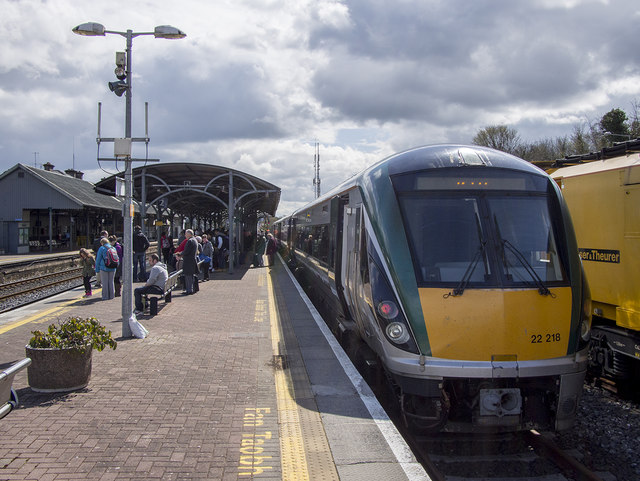
Az Iarnród Éireann (Ír Vasút) Tralee vonatának négy kocsis 22000 szerelvénye Mallow állomásán 2016. április 15-én.

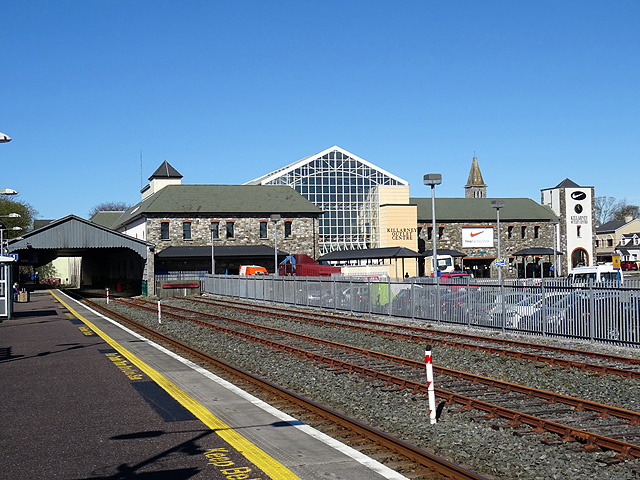
Killarny (Cill Airne) pályaudvara 2016. április 12-én. A régi vasúti teher-rakodó helyén bevásárlóközpont és parkoló épült. Az állomás megtartotta a régi utas védő fedőjét (balra) és a sínek máig belefutnak alá.

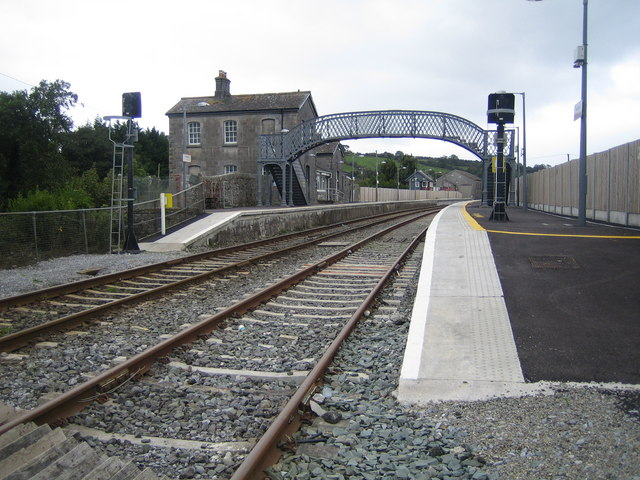
Farranfore vasútállomás. A Farranfore az egyetlen közbenső vasútállomás Killarney és Tralee között, a Kerry repülőteret szolgálja ki, amely körülbelül egy mérföldre van északkeletre. (2006. október 7.)

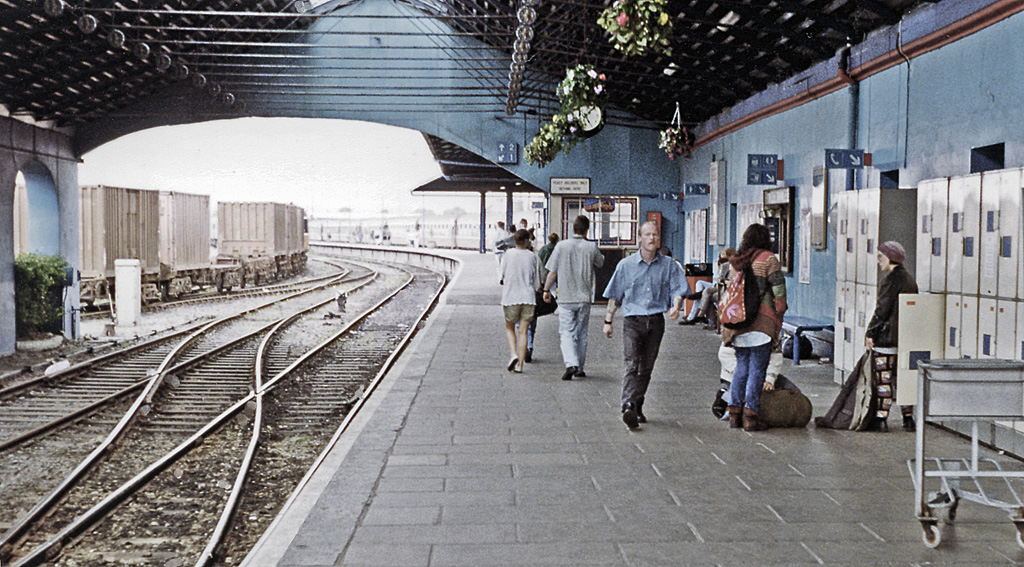
A Tralee állomás a mallow-i vonal korábbi nagy végállomása. 1978-ig a Limerick felé haladó és a Fenitig haladó vonalak is itt értek véget, mielőtt végük lett volna. Itt volt a keskeny nyomtávú Tralee & Dingle Railway végállomása is. (1993. június 7.)

Mallow állomása, a Dublin–Cork vonal részeként 1849. március 17-én nyílt meg, a Great Southern and Western Railway építette és üzemeltette. Mallow vasúti kereszteződéssé vált, amikor a Tralee felé az első állomást, Banteert 1853. április 16-án átadták a forgalomnak. Bár az áruforgalom Banteerben 1976-tól megszűnt, a személyforgalom zavartalan. Mallow szerepe tovább nőtt, amikor 1860. május 17-én a Great Southern and Western Railway megnyitotta a Mallow–Fermoyba vonalat. Ez 1878-ra elérte Waterfordot, de 1967-ben veszteségessége okán bezárták.
A Tralee felé tartó vasutat a a Great Southern and Western Railway építette, Millstreetet 1853. április 16., Killarney-t 1853. július 15. érték el. A Killarney állomás fejállomás. Ezért a Mallow felől érkező vonat, legyen az akár az Intercity is, Killarney állomásáról ki kell, hogy tolasson, hogy Tralee felé folytathassa az útját. A Tralee felől érkező vonatok az állomás-elágazáson túl megállnak, hogy betolathassanak az állomásra.
Farranfore állomást 1859. július 18-án nyitotta meg a Tralee & Killarney Railway. És végül Tralee-ba 1859. július 18-án ért el a vasút, ekkor nyitották meg az állomást, amelyet 1966-ban a húsvéti felkelés egyik kivégzett vezetőjéről, Roger Casement-ról neveztek el. Jelenleg ez Európa legnyugatabbra fekvő, működő vasútállomása.

#### Mellékvonalak
A XIX. század végén, XX. század elején a vasút volt az egyetlen eszköz, amellyel városok között kényelmesen és gyorsan lehetett utazni, illetve a tömeges áru szállításának sem volt más módja. Ezért számos vasút társaság jött létre, számos vonal épült, amely egy-egy fővonalhoz csatlakozott. A Dublin–(Mallow)–Tralee esetében hat plusz egy ilyen vonal létezett. Mivel minden társaság saját állomást üzemeltetett, így Tralee-ban három állomás is volt. Az említetten túl végállomása volt a Listowel–Newcastle West–Limerick vonalnak, amelyet Észak-Kerry vonalként is szoktak említeni. És külön végállomása volt a Tralee-Dingle keskeny nyomtávú villamosvasútnak is.
Balanteer–Newmarket A Newmarket Railway 1889-ben nyílt meg, és (végül) 1963-ban zárt be. Robert Worthington építette a helyi földbirtokosok és coorki üzletemberek alapította Kanturk and Newmarket Railway Co. megbízásából. Három és fél évig önállóan működött, amíg a Great Southern and Western Railway fel nem vásárolta 1893 februárjában. A 8 ¾ mérföld hosszú vonal Banteertől Newmarketig tartott, csak közbülső állomása volt Kanturknál. A vonal üzemeltetése soha sem volt kifizetőtő.
Headford Junction–Kenmare A kenmarei vasutat a Great Southern and Western Railway 1893-ban nyitotta meg, majd végül 1960. február 1-jén zárta be. A felszedett sínek helyén sok helyen gyalogos/kerékpáros utat alakítottak ki, ez nem csak erre a megszűnt szakaszra jellemző.
Farranfore-Valentia Harbour 
A Great Southern and Western Railway 1885. január 15-ére építette meg be a Farranfore-tól a Killorglinig tartó mellékvonalat, amelyet tovább vittek egészen Valentia kikötőig. 1893. szeptember 12-i megnyitásával ez lett Írország legnyugatibb állomása. A Valentiába tartó vonatok általában Tralee-ből indultak. A menetrend szerint Farrenfore-ban találkozott a Mallow-Tralee járattal, átszállási lehetőséget biztosítva. A Farranfore – Valentia kikötő vonal hetvenöt éven át az Iveragh-félsziget fő közlekedési rendszereként szolgált, 1960. február 1-jén zárták be.
Tralee-Dingle
A Tralee és Dingle Light Railway 51 km hosszú, 914 mm-es (keskeny) nyomtávú vasút volt, amely Tralee és Dingle között futott, egy leágazása is volt a Castlegregory Junctionnél Castlegregory-ig. A – mai kifejezéssel – villamosvasút 1891 és 1953 között működött.
Tralee–Fenit Fenit kikötőjébe szabvány nyomtávú vasút közlekedett Tralee-ből, amely az észak-kerryi vonaltól a város északnyugati részén vált el, mielőtt 1978 júniusában bezárták volna. A feniti pályaudvart 1887. július 5-én nyitották meg, 1934. december 31-én zárták le a személyforgalom elől, bár esetileg 1978-ig használták. Jelenleg ennek a vasútnak egy szakasza séta-/kerékpárútként használható Tralee területen, várható, hogy ezt kiterjesztik Fenitre, hasonlóan a Great Southern Trail vonalához, amelyet a North Kerry vonal lezárt útvonalán hoztak létre Limerick nyugati megyében.
Tralee–Limerick
Ezt a vonalat Észak-Kerry vonalként is említik. A vonalat Limerick felől kezdték el építeni, az első cél Foynes kikötőjének elérése volt a Ballingrane Junction-ön keresztül. az építő a Limerick and Waterford Railway volt. A Rathkeale and Newcastle Junction Company építette a Ballingrane Junctiontől Newcastle Westig tartó 16 km-es szakaszt, a Limerick and Kerry Railway Company pedig a Tralee-be vezető vonal fennmaradó részét, amely 1880 decemberében nyílt meg. A szakasz része volt a Tralee-től Fenit vonal is e vonal alszakaszaként. A vonalat 1963. február 4-én zárták be az utasok elől, áruszállításra Listowelig 1977-ig és Tralee-ig 1978. február 6-ig jártak vonatok. A Listowel–Ballybunion vonal a Tralee–Limerick vonal mellékvonala, 14,4 km-es egysínű vasút volt, hivatalosan 1888. február 29-én nyitották meg. A pálya előre gyártott és könnyen felállítható, a tőkeköltség pedig 33 000 font volt, ami jóval alacsonyabb, mint egy hagyományos vasúté. A vonalat nem lehetett beilleszteni az ír vasúti rendszerbe, utolsó vonat 1924. október 14-én közlekedett. Az ír vasút terveiben szerepel a Tralee–Limerick összeköttetés újra használatba állítása.

### Dublin–Cork

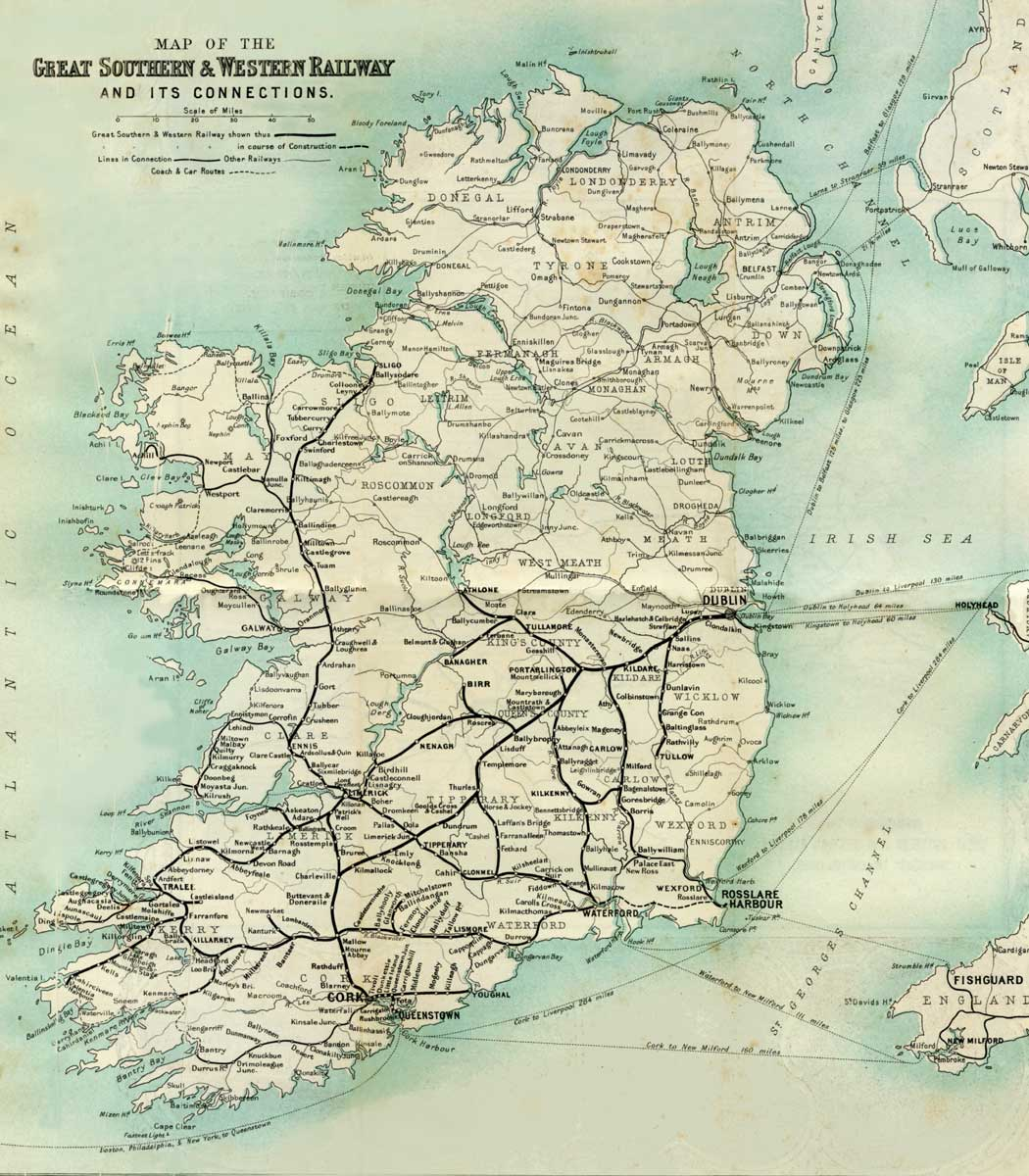
Great Southern and Western Railway vonalai 1902-ben. Forrás: Ebook of The Sunny Side of Ireland, by John O'Mahony and R. Lloyd Praeger, The Project Gutenberg

A Great Southern and Western Railway (GS&WR) az építkezést 1844-ben kezdte meg, több részletben haladva. Az első rész a dublini Kingsbridge állomástól (ma Heuston Station) Kildare-ig tartó 53 km volt, a következő lépést Carlow elérése jelentette újabb 38 km megépítésével. Az első szerelvény 1846. augusztus 4-én haladt végig a vonalon két és fél óra alatt. 1848 júliusában a vonal elérte Limerick Junctiont. Itt ért össze a Waterford, Limerick and Western Railway társaság vasútjával. Tovább haladtak, és 1849. októberére elérték Cork peremét. Cork belvárosába egy alagúton át jutott be a vonal, de ez hat évbe tellett, a munkát nehezítette, hogy alagutat is kellett építeni. Az utolsó sínt 1856. júliusában rögzítették. A Waterford és Kilkenny Railway 1877-ben felvásárolta a Central Ireland Railway-t, majd 1900-ban a GS&WR megvette a felvásárlót, így a területen egyedüli társasággá vált, megszerezve a két társaság vonalait. Ezek jó része a Dublin–Cork vonalból kiágazva léteznek ma is.
Írország fő belföldi vasúti vonala a két vágányos dublini Heuston állomás és a corki Kent állomás közötti 266 kilométeres szakasz. Ebből ágazik ki több fővonal is, amelyek jelölése a kiágazás ellenére Dublin kezdetűek. Dublintól távolodva az első kiágazás Kildare után van Waterford felé, Dublintól 67 kilométerre. A következő Portalingtonnál, az innen kiágazó vonal Athlone városánál tovább osztódik Westport/Ballina, illetve Galway felé. A harmadik elágazás Ballybrophy-nál található Limerick felé. És végül Mallownál válik ki a Tralee felé tartó vonal, de nincs közvetlen Dublin–Tralee vonat, csak átszállással. Tralee-ba Corkból induló járatokra lehet átszállni Mallowban.
Hétköznap 14 vonatpár közlekedik a két végállomás között reggel hét órától kezdve óránként. Az átlagos menetidő bő két és fél óra. Ahogy ezek a vonatok, úgy a leágazásokon tovább haladók sem állnak meg Dublint követően Kildare-ig. Kildare-ig lévő hat állomást önálló, dublini elővárosi járatok szolgálják ki, hétköznap szintén órás ütemezéssel.
2020-ban az Ír kormány egy tanulmányt tett közzé, amely a Belfast–Dublin–Cork/Limerick vasútvonal nagysebességűvé tételének lehetőségét taglalta.

#### Cork elővárosi forgalom

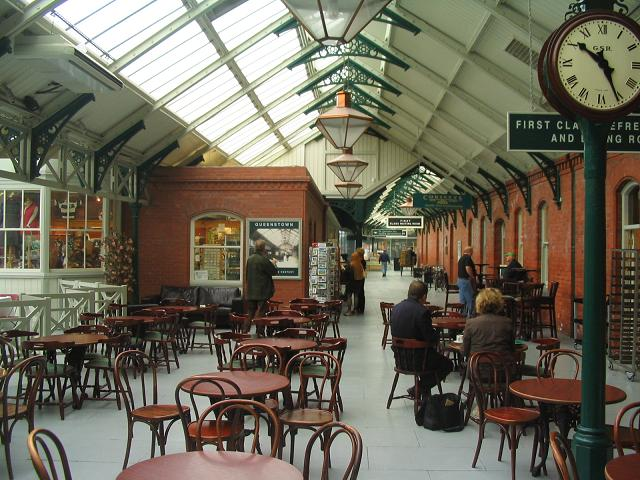
Az új végállomás mellett található az egykori cobh-i állomás, ma örökségi múzeum. (2006. szeptember 21.)

A Dublintól Mallow-on át Corkig tartó kétvágányos pálya Cork után egész Cobh-ig elér, Midleton felé az elágazástól csak egy vágány vezet. A vonalakat a Transport21 terv alapján újították fel 75 millió eurós keretből. A Cork–Youghal vasútvonal egy részének Midletonig történő újranyitását célzó projekt 2007 novemberében kezdődött. Új állomások épültek a Cork Kent állomástól a Mallow-ig tartó északi vonalon, valamint a Cobh és Midleton felé tartó keleti vonalon. új, 10 km-es vasúti szakaszként Glounthaune és Midleton között. Összesen hét új vagy újranyitott állomást építettek a meglévő hét mellett. A Midleton–Youghal szakaszon a Google térkép (2022. január) szerint sínek nincsenek, de a volt és leendő nyomvonal végig követhető.

### Dublin–Waterford

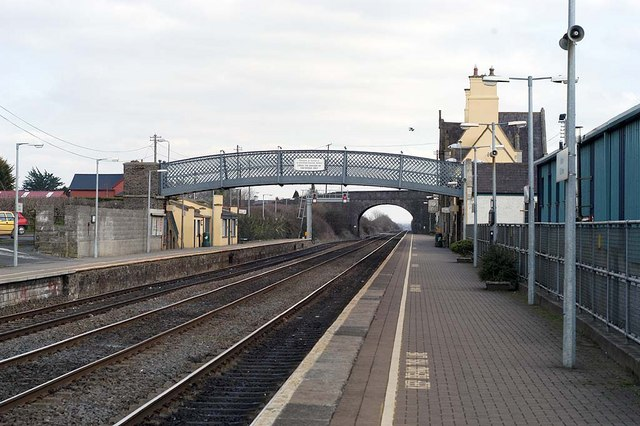
Kildare vasútállomása a Dublin–Cork fővonalon. Dublin felé nézünk. (2006. március 22.)

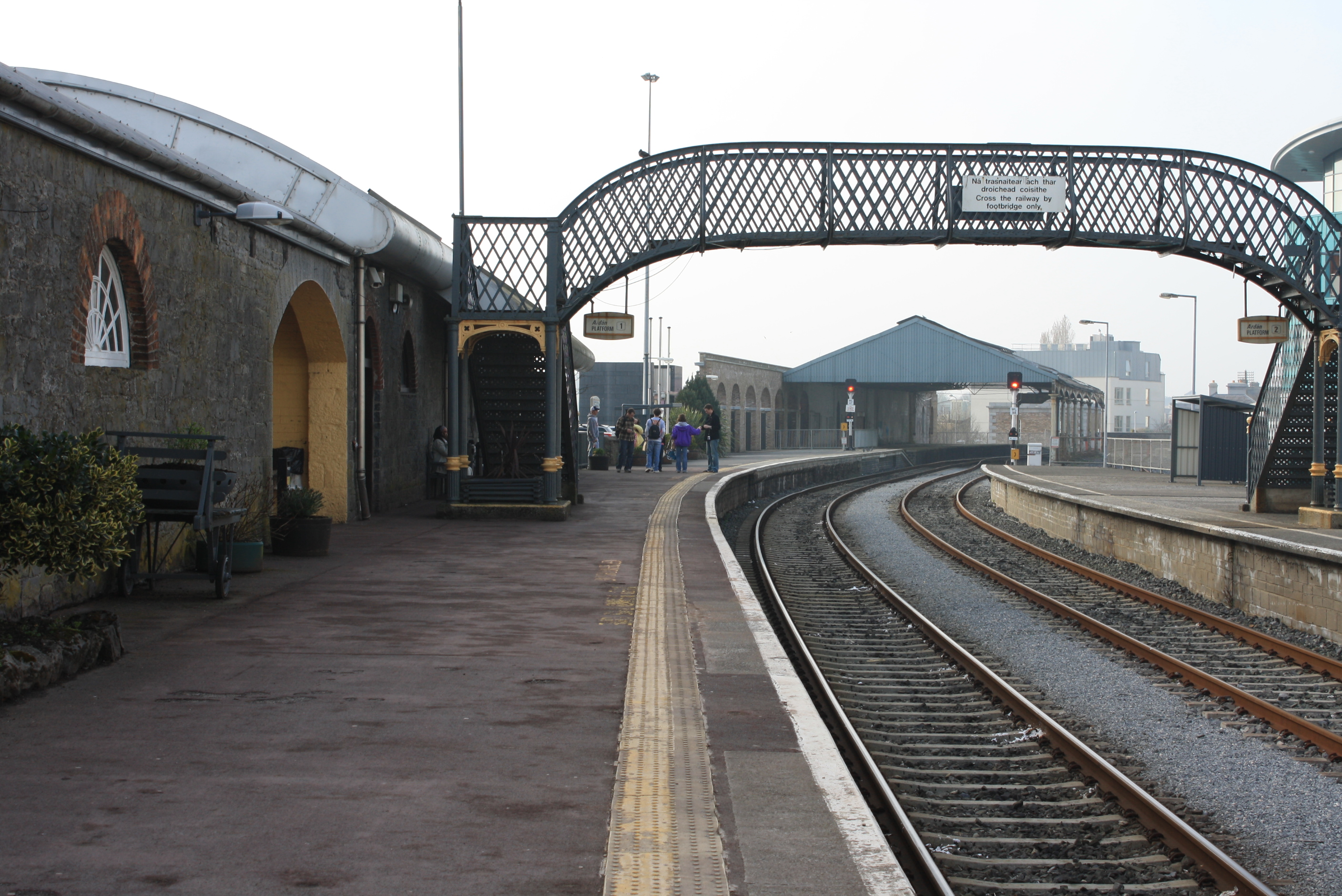
Állomás Kilkennyben. (2009. március 17.)

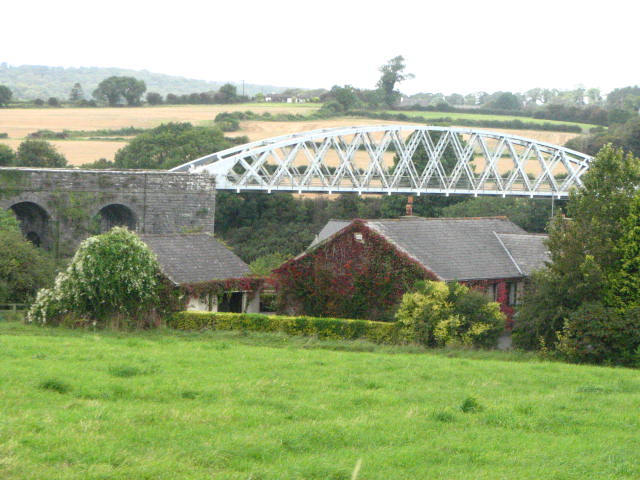
Vasúti fémhíd a Waterford Kilkenny vonalon, amely Jerpoint Halt vagy Thomastown Viadukt néven ismert. (2007. szeptember 23.)

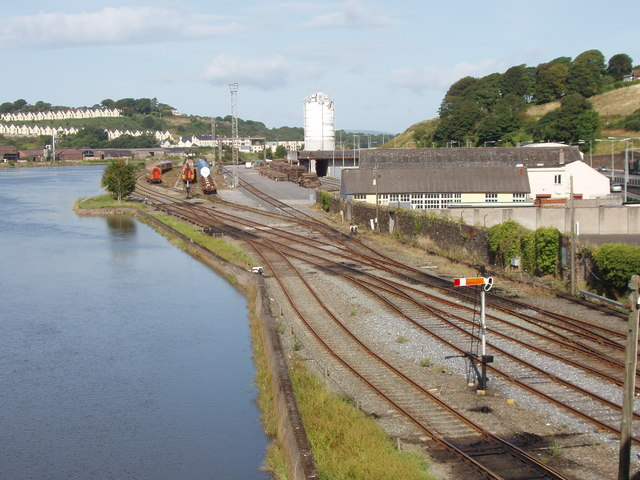
Áruforgalmi rakodó a Suir folyó a balpartján Waterford állomása felől nézve. Az állomás kimeneti jelzői láthatók az előtérben. (2009. augusztus 25.)

A Dublin–Waterford vasút a Dublin-Cork fővonalról Kildare állomás után ágazik le, végig egy vágányú. Építése két irányból történt. Délről Waterford felől Kilkenny-n át Moutnmellickig, a Dublin-Cork fővonalat Portlaoise-nál keresztezve, így Kilkenny-től nem a mai nyomvonalon haladva. Északról a Dublin-Cork fővonalról Kildare után leágazva építették a vonalat, a cél Kilkenny elérése volt Carlow városán át.
2022-ben Dublin és Waterford között naponta hét pár vonat közlekedik, pénteken eggyel több. Az átlagos menetidő 136 perc, 197 km, az Intercity-k jellemzően nyolc közbenső állomáson állnak meg a két végállomás között.
A vonal építésében számos társaság vett részt. Északról, Kildare felől a Great Southern and Western Railway építette meg az Carlowig tartó szakaszt. A ma is használatban levő első állomást Athy-ban 1846. augusztus 4-én nyitották meg. Az állomásnak 1976. szeptember 6-án bezárt áruforgalmi rész az utolsó időkben a helyi azbesztcement gyárat szolgálta ki, de Athyból 1918-ban az Egyesült Királyság kormánya építtetett a közeli Woflhill kőszénbányáig egy szárnyvonalat, az akkori írországi szénhiányt enyhítendő. Ez a szárnyvonal később megszűnt.
A carlowi vasútállomást is 1846. augusztus 4-én nyitották meg, az áruforgalom 1976. június 9-én szűnt meg. Az építkezést William Dargan főmérnök vezette, aki a Carlow melletti Killeshinből származott. A vonal következő állomását, Bagenalstownban nyitották meg 1848. július 24-én. Az addig vegetáló település a vonat megérkeztével növekedésnek indult, várossá lett. Az állomás 1988 óta, a várossal együtt az ír nevét – Muine Bheag – használja.
A Carlowtól Lavistonig (Kilkennytől három kilométerre) tartó szakaszt az Irish South-Eastern Railway építette, a cég egyik fő tulajdonosa a Great Southern and Western Railway volt. A vonalat 1850. november 14-én, csütörtökön nyitották meg a közforgalom számára. Waterford felől is elérték Lavistont, azaz Kilkennyt.
Az első állomást Kilkenny-ben a Waterford and Kilkenny Railway nyitotta meg 1848. május 12-én, amikor a vasúttal Waterford felől elérték a várost. Az Irish South-Eastern Railway 1850. november 14-ére érte el a várost (pontosabban Lavistont, az ír törvények nem támogatták, hogy a vasúti társaságok párhuzamos vágányt építsenek). Az állomás 1867-től a Portlaoise (korábbi neve Maryborough) felé kiépült vasút járatainak végállomása is lett egészen 1962-ig, amikor a vonalat megszüntették. A Kilkennyből Castlecomerbe tartó mellékvonalat 1919-ben nyitották meg, és 1963. január 1-jén zárták be. Ekkor vált a Kilkenny állomás fejállomássá. Az 1966-ban a pályaudvart McDonagh Stationnek, Thomas MacDonagh ír nacionalista, költő és drámaíró, a húsvéti felkelés mártírja után nevezték el. Noha Kilkenny fejállomás, az Intercity-ként használt motorkocsis szerelvények miatt már nincs szükség a mozdony átmozgatásra a szerelvény egyik végéről a másikra. Lavistonban megépült a Kilkenny-t elkerülő összeköttetés is, amely egyszerűbbé tette a pálya használatát a Waterfordba tartó teherszerelvények számára.
A „Waterford és Kilkenny Railway” társaságot 1845. július 21-én alapították. A társaság célja a Waterford–Kilkenny vasút megépítése volt. Az építkezést Kilkenny felől kezdték meg, az első rész a Kilkennytől Thomastownig tartó szakasz volt. Thomastown vasútállomását 1848. május 12-én nyitotta meg a társaság. A vonal 1850-ben érte el a Waterford felé vezető Limerick-Waterford vasutat. A Waterfordba bevezető vasút szakasz részeit számos cég építette, és az ír törvények nem engedélyezték a párhuzamos vasút építését, a meglevőkre kellett csatlakozni. Csak hogy ezek több éves késéssel készültek el, ezért 1853-t írtak, mire a Kilkennyt és Waterfordot vasút kötötte össze. Kilkenny után a vonalat Ballyraget, Abbeyleix és Portlaoise felé építették tovább Mountmellick végállomásig.
Egykor nem kevesebb, mint hat vasútvonal szolgálta ki a Waterford városát. A Waterford and Limerick Railways (későbbi nevén: Waterford, Limerick and Western Railway) Limerick, Kilkenny, Dublin, Cork, Rosslare és Tramore felé. Ma már csak két vasútvonal működik, Dublin és Limerick irányában, illetve egy harmadik, ha beleszámítjuk a Waterford and Suir Valley Railway-t is. Az első állomás a városban Waterford & Tramore Railway társaság Manor streeti állomása volt, amely 1853. szeptember 5-én nyílt meg, Tramore vonalat szolgálta ki. 1854-ben, amikor Waterford sok késés után végre összekapcsolódott Limerick-kel és Kilkenny-vel, a Waterford and Limerick Railway és a Waterford Kilkenny Railway dunkitti ideiglenes állomásáról a városba beért vonalak új állomást kaptak Sallyparkban. 1864. augusztus 26-án a végállomást áthelyezték a jelenlegi helyére, a Plunkett állomásra (korábbi nevén: Waterford North).
Közvetlenül a mostani állomás előtt, a Dublin/Limerick közös szakaszon üzemel egy teherpályaudvar, amely Dublin és Ballina kikötői felé fa és egyéb teherárú kiszolgálását végzi. Waterford kikötője, amely 1992-ig a városközpont mellett volt, az N29-es úton lévő Belview-ba költözött, a Suir folyó északi partján. A Waterfordon áthaladó vonal Rosslare felé megmaradt sínein a Waterford Port kikötő elérhető, amely az egyik legfontosabb déli kikötő Írországban.

### Dublin–Gorey/Rosslare Europort

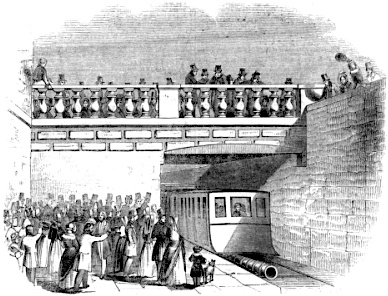
Illusztráció. A Dalkey Atmospheric Railway megérkezik Kingstownba 1844. január 6-án.

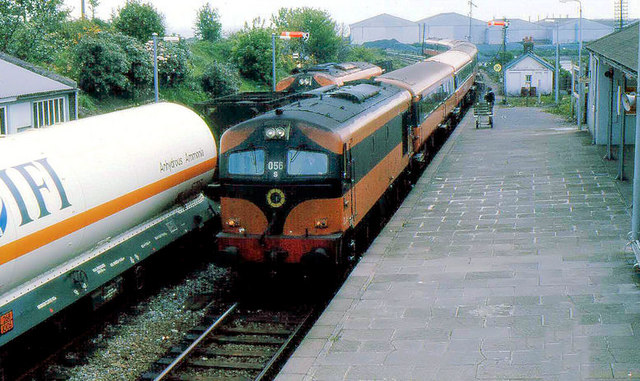
Ammónia szállító tehervonat vár az érkező Dublin–Rosslare Europort Intercityre Wicklow állomásán. (1988. május 4.)

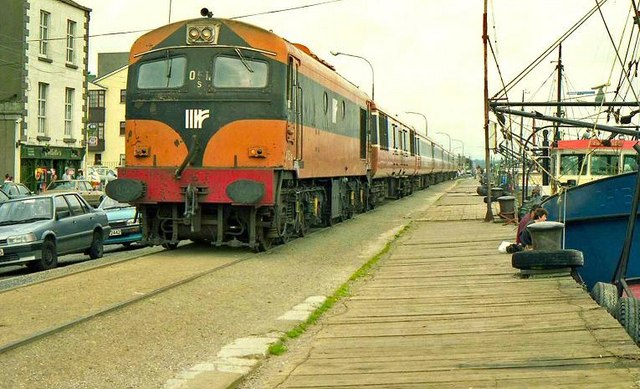
Wexford rakpart. A Dublin–Rosslare Europort Intercity halad el a wexfordi kagylóhalász flotta egy része mellett.

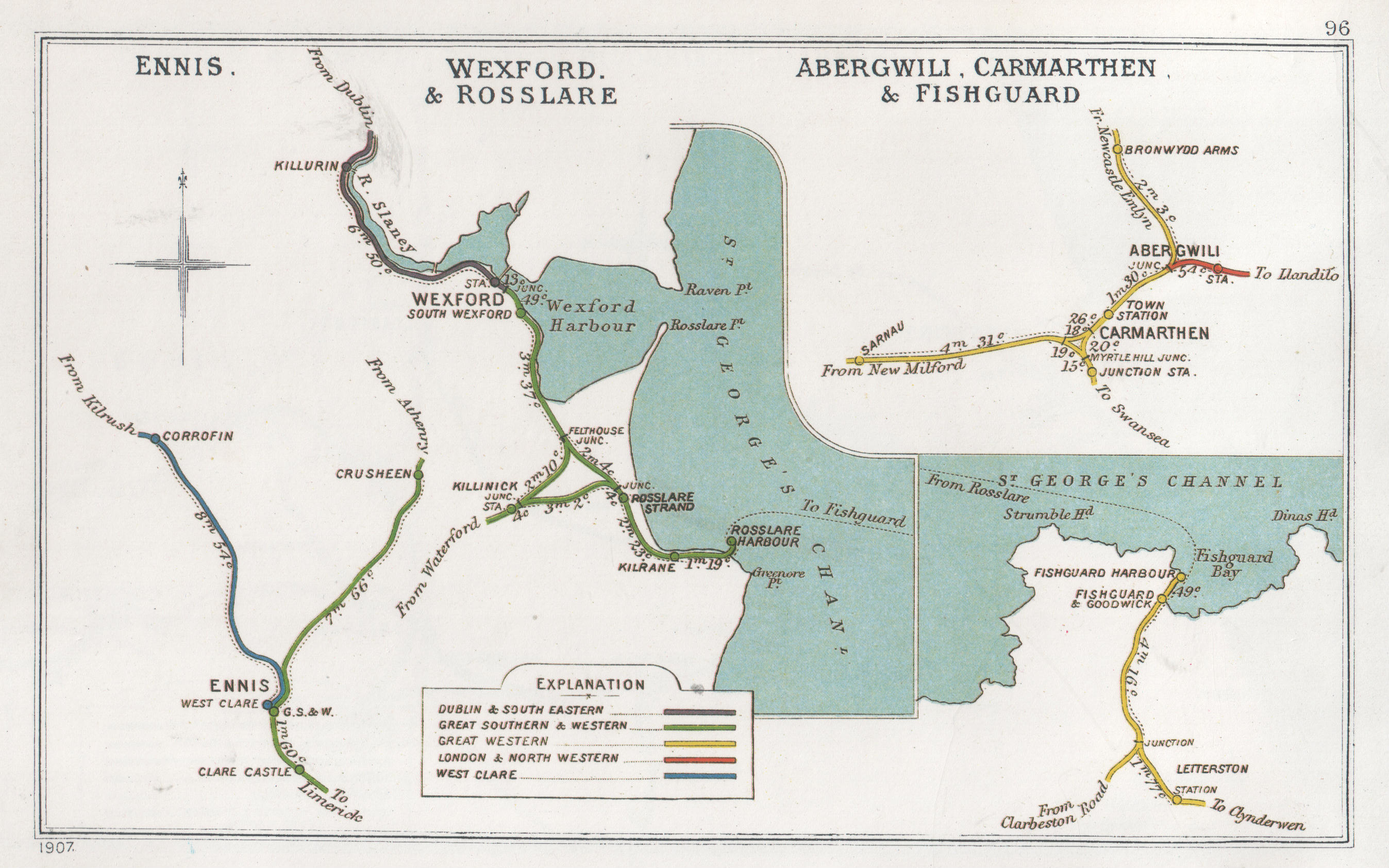
Wexfor és Rosslare körüli vasutak 1907-14 között. (Ennis, Wexford és Rosslare, Abergwili, Carmarthen és Fishguard)

Dublin és Rosslare Europort végállomás között hétköznap négy pár szerelvény közlekedik. Az átlagos menetidő három óra, a távolság 165   km, 10-11 közbenső állomás jellemzi az útvonalat.
A Dublin and Kingstown Railway volt Írország első vasúti társaságát 1831-ben alapították. A vállalat 1834. december 17-én nyitotta meg a Dublinból a Kingstown mólóig tartó vonal első részét, Kingstown-ig – ez nagyjából a mai Dun Laoghaire állomás – 1837. május 13-án ért el a vasút. A következő rövid szakaszt a Dalkey Atmospheric Railway építette egy teljesen új technológiára alapozva – sínek közti csőben levő nyomást használták a kocsik mozgatásához. A Dalkey-ig tartó szakasz 1844. március 29-én nyílt meg, de csak 1854. április 12-ig üzemelt.
A Dublin and Kingstown Railway előbb egyesülések után Dublin és Wicklow Railway Company nevet vette fel, Wicklow a vonal következő nagy szakaszának végét jelentette, később a cég neve, újabb egyesülések és felvásárlásokat követően, 1846-ban Waterford, Wexford, Wicklow and Dublin Railway Company-ra, 1848-ban Dublin and Wicklow Railway-ra módosult.  1854-ben a Dublin-Kingston szakaszt 1435 mm-es (4 láb, 8½ hüvelyk) nyomtávról az Írországban általánosan használt 1600 mm-esre (5 láb 3 hüvelyk), a bezárt dalkey-i szakasz vasútját is lecserélték.
A vonal következő szakaszát Dalkey-tól Bray-ig 1854. július 10-én nyitották meg, a Bray-ből Wicklow-ba (Murrough állomás) tartó szakaszt pedig 1854. október 30-án. A vonal olyan közel haladt az Ír-tenger partjához, hogy a vonal alatt a part több helyen beomlott, ezért Ballybrack és Bray között 1915. október 1-jén egy új szakaszt kellett átadni. A part menti erózió miatt később Bray és Wicklow között is több helyen kellett módosítani a pályát. 1860-ban a déli irányú terjeszkedésének megfelelően a társaság nevét Dublin, Wicklow and Wexford Railway Company-ra módosították. Wicklow Murrough állomása fejállomás volt, a vonal pár kilométerrel korábban, Wicklow Junction elágazásnál haladt tovább délnek, Rathdrum (Kilcommon) – megnyitva: 1861. augusztus 20. – állomáson át. Mára Wicklow Murrough már nem létezik, a személy- és teherpályaudvarként is működő állomást 1976. november elsején bezárták.
A szakaszon következő arklow-i állomás 1863. november 16-án, a gorey-i 1863. november 16-án nyílt meg, a vonal Enniscorthy-ig 1863. november 16-án ért el. A Wicklow és Arklow közötti, egykori közbenső állomásról, a ma már használaton kívüli Woodenbridge-ből ágazott ki a shillelagh-i mellékvonal. A Shillelagh pályaudvar 1865. május 22-én nyílt meg, a Woodenbridge-ből Aughrimon és Tinahely-en át vezető elágazás végén. 1944. április 24-én, majd 1945. április 20-án teljesen lezárták az utas- és áruforgalom elől. A woodenbridge-i állomás épületét ezt követően magánlakássá alakították.
Az Enniscorthyból az eredeti Wexford állomásra (Carcur) vezető útvonalat 1872. augusztus 17-én nyitották meg. 1874 augusztus 17-én továbbvitték Wexford North-ig, a jelenlegi állomásig, amelyet 1966. április 10-én az állomást Michael O'Hanrahanról, az 1916-os húsvéti felkelés egyik kivégzett vezetőjéről nevezték el. A vonalnak létezett egy elágazása Enniscorthy és Wexford között Macmine Junctionnál. 1887 szeptemberében a Dublin Wicklow & Wexford Railway nyitotta meg a Waterford felé haaldó vonalat, amely akkor New Ross-ig ért el. 1904 áprilisára készült el a New Ross–Waterford szakasz. Egészen 1963-ban megszűnt, a Waterfordtól New Rossig tartó szakasz 1995-ig megmaradt cement- és műtrágyaforgalom számára.
A Dublinból Rosslare kikötőbe tartó vasútvonal a város északkeleti szélén, a rakparton halad. Egyetlen köztes megállója van, Rosslare Strand (megnyitva: 1882. június 24.). E megálló előtt – Felthouse Junctionnál – vált ketté a Rosslare Europort kikötő felől érkező vasút Wexford és Waterford irányokba, a Wexford-Waterford átkötőt 1918-ban bontották el. Az utolsó Rosslare Europort-Limerick személyszállító járat 2010. szeptember 18-án, szombaton indult. Azóta a Rosslare Europort-Waterford pályaszakasz egy részét fel is számolták. Rosslare Europort állomást 1906. augusztus 30-án adták át, 2008. április 14-én zárták be, a mostani épületet 1989-ben építették, 2008-ban adták át. A Rosslare Europort állomás közvetlenül a kikötő mellett található, de a kikötővel nincs közvetlen kapcsolata.
1906-tól a vonalat üzemeltető cég neve Dublin and South Eastern Railway-re változott, amelyet a nép Slow and Easy-ként csúfolt.

### Western Rail Corridor
Az Ír Köztársaság vasútvonalai kivétel nélkül Dublinból indulnak. A Western Rail Corridor (nyugati vasúti folyosó) a Dublinból induló vonalak végállomásait kötné össze, elvileg – a folyosó egykor létezett, de gazdasági okokból a forgalom megszűnt, néhány szakaszon a síneket is felszedték. Nem könnyíti a helyzetet, hogy a folyosó az egyes nagyvárosokat nem érintette, érintené, domborzati okok miatt a fővonalakat a nagyvárosok előtt két-három megállóval, 5-20 kilométerre keresztezi, keresztezné.
Felvetődött, hogy a vonal Donegaltól induljon Sligo felé, de ennek nincs sok realitása, a komolyabb tervek közt nem szerepelt soha, ekkor Collooney-nál lenne a sligói kereszteződés. A vonal Sligo–tól – Collooney-nál leágazva – indulna Charlestown-on át Claremorrisig (Westport/Ballina kereszteződés), a vágányokat azonban ezen a szakaszon felszedték, több helyen a volt vasúti pályát is beépítették. A második szakasz Claremorristól Athenry–ig (ez lenne a galway-i vonal kereszteződése) tartana. A Tuam városán áthaladó vonal ma is létezik, de üzemen kívül van. A harmadik szakasz az Athenry-től (Galway-től) Ennisen át Limerickig tartó vonal létezik, sőt rendszeres személyszállítást is végez rajta az ír vasút.
A kormány terve szerint két fázisban nyitják újra a Nyugati vasúti folyosót. Az első fázis az Ennis–Claremorris felélesztése. Ezt három lépésben tervezték megtenni. Az első lépésben az Ennis–Athenry szakaszt újra megnyitották 2010. március 30-án. A második, Athenry-től Tuam-ig tartó szakaszt "további értesítésig" elhalasztották. A harmadik szakasz a Tuamtól Claremorrisig tartó szakasz lesz. Ha a javaslat szerint ezeket is megnyitják, akkor a Westport–Dublin, a Galway–Dublin és a Limerick–Dublin vonalak összekapcsolódnak, interregionális szolgáltatást nyújtanak. A második fázis Sligo, Leitrim-, Donegal–, Cavan-, Monaghan-megyék és Észak-Írország felé történő továbbépítést jelentené. Az Anthenry-Claremorris bővítésről 2020-ban készített az Ernst & Young egy tanulmányt (Financial and economic appraisal). A tanulmány konklúziója: a lehetséges forgatókönyvek szerint a vonal soha sem lesz nyereséges. Ezt sokan vitatják. A vita megértéséhez érdemes Írország városainak lakosságszámát figyelembe venni.

### Áruszállítás
Egykor – XIX. század vége, XX. század eleje – a vasút a nagy mennyiségű áruszállítás egyetlen eszköze volt. Az országúti szállítás megjelenésével a fontossága visszaesett, a rugalmasságban alul maradt. A XXI. század elején, köszönhetően a környezetvédelem fontossá válásának is, reneszánszát éli a vasúti fuvarozás. Az ír vasút is készül kihasználni a növekvő érdeklődést, bezárt, megszűnt mellékágak újranyitásával is. Ugyanakkor a sziget volt limitálja az áruforgalmat. Az ír kikötők közül egyedül a Dublin kikötőnek van olyan mólója, ahol hajó és vasút között daruval lehet árut mozgatni.
Alkalmi áruszállításra használható a sligo-i kikötő felé történő leágazás is, bár megközelítése körülményes. A sligo-i állomásról a használaton kívüli vonalon kell Claremorris felé haladni, majd visszatolatni a kikötői mellékvágányra. A kikötői állomás négy vágányos.
A Limerick-Foynes (kikötő) vágány zárva, újra aktivizálása szerepel az Ír vasút terveiben, ahogy a Ballina-Waterford teherjárat megújítása is.
| Típus              | Szolgáltatás                     | Szerelvény    | Hely                       |
| ------------------ | -------------------------------- | ------------- | -------------------------- |
| IWT                | heti hat vonat hétfőtől péntekig | Intermodal    | Ballina–Dublin kikötő      |
| DFDS               | heti két vonat                   | Intermodal    | Ballina–Belview Port       |
| Coillte            | heti három vonat                 | papírfa       | Ballina/Westport-Waterford |
| Boliden/Tara bánya | napi három vonat                 | ólom-cink érc | Tara bánya–Dublin kikötő   |

### Az Ír Vasút gördülőállománya[195]
| jármű   | típus     | használatban | teljesítmény | építés ideje |
| ------- | --------- | ------------ | ------------ | ------------ |
| Mozdony | Class 201 | 20           | 3200 HP      | 1994 – 1995  |
| Mozdony | Class 71  | 18           | 2450 HP      | 1976         |

| jármű                               | típus                                 | használatban | ülőhelyek száma | építés ideje               |
| ----------------------------------- | ------------------------------------- | ------------ | --------------- | -------------------------- |
| InterCity vasúti kocsi              | 3 kocsis szerelvény                   | 28           | 190             | 2007 – 2009 és 2011 – 2012 |
| InterCity vasúti kocsi              | 4 kocsis szerelvény                   | 25           | 262             | 2007 – 2009                |
| InterCity vasúti kocsi              | 5 kocsis szerelvény (első osztállyal) | 10           | 304             | 2008                       |
| Mark IV                             | Motorvonat                            | 5            | –               | 2004 – 2005                |
| Mark IV                             | büfé kocsi                            | 5            | 28              | 2004 – 2005                |
| Mark IV                             | Első osztály                          | 5            | 44              | 2004 – 2005                |
| Mark IV                             | Másod osztály                         | 16           | 69              | 2004 – 2005                |
| Mark IV                             | Másod osztály utolsó kocsi            | 5            | 69              | 2004 – 2005                |
| De Dietrich/Enterprise              | vezérlő kocsi                         | 4            | 29              | 1996                       |
| De Dietrich/Enterprise              | büfé kocsi                            | 4            | –               | -                          |
| De Dietrich/Enterprise              | első osztály                          | 4            | 47              | -                          |
| De Dietrich/Enterprise (Enterprise) | másod osztály                         | 16           | 71              | -                          |
| 29000 Class DMU                     | 4 kocsis szerelvény                   | 29           | 185             | 2002 – 2005                |
| 2800 Class DMU                      | 2 kocsis szerelvény                   | 8            | 85              | 2000                       |
| 2600 Class DMU                      | 2 kocsis szerelvény                   | 8            | 130             | 1993                       |
| 8500-20 Class EMU                   | 8520 sorozat: 4 kocsis szerelvény     | 8            | 160             | 2003 – 2004                |
| 8500-20 Class EMU                   | 8510 sorozat: 4 kocsis szerelvény     | 3            | 160             | 2001                       |
| 8500-20 Class EMU                   | 8500 sorozat: 4 kocsis szerelvény     | 4            | 160             | 2000                       |
| 8100/8300 Class EMU                 | 2 kocsis szerelvény                   | 37           | 128             | 1983 *                     |